# 영재 (Ars)의 음반 내용과 참여 목록
다음은 대한민국의 보이 그룹 GOT7의 멤버이자, 솔로 가수 영재 (YOUNGJAE)가, 자신만을 색깔을 나누고 싶어서 쓰는 또 하나의 '아티스트명이자, 필명' Ars로 작사, 작곡 및 프로듀싱에 참여한 목록이다.

## 음반 참여

### 영재 (Youngjae)
| 연도 | 발매일     | Artist          | 앨범명              | 곡명                      | 비고 |
| ---- | ---------- | --------------- | ------------------- | ------------------------- | --- |
| 2025 | 2025.07.09 | 영재 (Youngjae) | 《Fermata》         | 〈HERE WE GO〉            | - 작사 : Ars, 브라더수 - 작곡 : Ars, 브라더수 - 편곡 : Ars, 브라더수 |
| 2024 | 2024.07.09 | 영재 (Youngjae) | 《T.P.O》           | 〈T.P.O〉                 | - 작곡 : Ars, BOYTOY, 브라더수, PAPRIKAA, 종한(JONGHAN), Junsoo(ATUNES), SHOWWER(ATUNES) |
| 2024 | 2024.07.09 | 영재 (Youngjae) | 《T.P.O》           | 〈이상 기온〉             | - 작사 : Ars, 브라더수 - 작곡 : Ars, 브라더수 - 편곡 : Ars, 브라더수 |
| 2023 | 2023.11.06 | 영재 (Youngjae) | 《Do It》           | 〈Flower〉                | - 작사 : Ars, 주찬양(Pollen), 라빈(Lavin) - 작곡 : Ars, 주찬양(Pollen), 라빈(Lavin) |
| 2023 | 2023.11.06 | 영재 (Youngjae) | 《Do It》           | 〈Do It〉                 | - 작사 : Ars, 불스아이(AVEC), LEY(AVEC) - 작곡 : Ars, BOYTOY, 불스아이 (AVEC), LEY(AVEC), Disko |
| 2023 | 2023.11.06 | 영재 (Youngjae) | 《Do It》           | 〈Deal〉                  | - 작사 : Ars, 브라더수, PAPRIKAA, 종한(JONGHAN) - 작곡 : Ars, 브라더수, PAPRIKAA, 종한(JONGHAN), BOYTOY, Junsoo, SHOWWER |
| 2023 | 2023.11.06 | 영재 (Youngjae) | 《Do It》           | 〈Dreaming Again〉        | - 작사 : Ars, Noday - 작곡 : Ars, Noday, VERSACHOI - Background Vocals by Ars, Noday |
| 2023 | 2023.11.06 | 영재 (Youngjae) | 《Do It》           | 〈Problem〉               | - 작사 : Ars, 불스아이(AVEC), Ondine(AVEC) - 작곡 : Ars, BOYTOY, 불스아이(AVEC), Flip_00, 37 |
| 2023 | 2023.11.06 | 영재 (Youngjae) | 《Do It》           | 〈Errr Day〉              | - 작사 : Ars, BOYTOY, Junsoo, Oat - 작곡 : Ars, BOYTOY, Disko, Junsoo, Oat, Dez - 편곡 : Ars, BOYTOY, Disko |
| 2023 | 2023.11.06 | 영재 (Youngjae) | 《Do It》           | 〈Fluffy〉                | - 작사 : Ars, 브라더수 - 작곡 : Ars, 브라더수 - 편곡 : Ars, 브라더수 |
| 2023 | 2023.11.06 | 영재 (Youngjae) | 《Do It》           | 〈Snooze〉                | - 작사 : Ars, 브라더수 |
| 2023 | 2023.11.06 | 영재 (Youngjae) | 《Do It》           | 〈자꾸 네가〉             | - 작사 : Ars - 작곡 : Ars, BOYTOY, 아론킴, MOJO(PLZ) |
| 2023 | 2023.11.06 | 영재 (Youngjae) | 《Do It》           | 〈Never Leave You Alone〉 | - 작사 : Ars - 작곡 : Ars, BOYTOY, Disko |
| 2022 | 2022.06.21 | 영재 (Youngjae) | 《SUGAR》           | 〈SUGAR〉                 | - 작사 : Ars, Jay & Rudy - 작곡 : Ars, BOYTOY(Blatinum), Disko(Blatinum), Jay & Rudy, Isaac Han, 아론킴, GHOSTCHILD LTD - 편곡 : Ars, BOYTOY(Blatinum), Disko(Blatinum)                                                             |
| 2022 | 2022.06.21 | 영재 (Youngjae) | 《SUGAR》           | 〈Focus〉                 | - 작사 : Ars, Peter Hyun(Blatinum), KINSHA - 작곡 : Ars, BOYTOY(Blatinum), Disko(Blatinum), Peter Hyun(Blatinum) - 편곡 : Ars, BOYTOY(Blatinum), Disko(Blatinum)                                                                    |
| 2022 | 2022.06.21 | 영재 (Youngjae) | 《SUGAR》           | 〈Crema〉                 | - 작사 : Ars, BOYTOY(Blatinum), ATUNES(Blatinum) - 작곡 : Ars, BOYTOY(Blatinum), ATUNES(Blatinum) - 편곡 : Ars, BOYTOY(Blatinum), ATUNES(Blatinum)                                                                                  |
| 2022 | 2022.06.21 | 영재 (Youngjae) | 《SUGAR》           | 〈Nothing〉               | - 작사 : Ars, HAHM, D’tour - 작곡 : Ars, BOYTOY(Blatinum), 아론킴, HAHM, KAY, John Thomas - 편곡 : Ars, BOYTOY(Blatinum), 아론킴, KAY                                                                                               |
| 2022 | 2022.06.21 | 영재 (Youngjae) | 《SUGAR》           | 〈With You〉              | - 작사 : Ars, BOYTOY(Blatinum), TopTier(Blatinum), 쿤요(Blatinum) - 작곡 : Ars, BOYTOY(Blatinum), TopTier(Blatinum) - 편곡 : Ars, BOYTOY(Blatinum), ATUNES(Blatinum)                                                                |
| 2021 | 2021.12.15 | 영재 (Youngjae) | 《같이 걸어가줘요》 | 〈같이 걸어가줘요〉       | - 작사 : Ars, BOYTOY(Blatinum), Junsoo(Blatinum), 2uzoo(Blatinum) - 작곡 : Ars, BOYTOY(Blatinum), Disko(Blatinum), Junsoo(Blatinum), 2uzoo(Blatinum), LoveTom(Blatinum) - Background Vocals Ars, 김석현                             |
| 2021 | 2021.10.05 | 영재 (Youngjae) | 《COLORS from Ars》 | 〈Beautiful〉             | - 작사 : Ars, BOYTOY(Blatinum), Kuro (Blatinum) - 작곡 : Ars, BOYTOY(Blatinum), Disko (Blatinum), Kuro (Blatinum) - 편곡 : Ars, BOYTOY(Blatinum), Disko (Blatinum)                                                                  |
| 2021 | 2021.10.05 | 영재 (Youngjae) | 《COLORS from Ars》 | 〈Tasty〉                 | - 작사 : Ars, BOYTOY(Blatinum), Peter Hyun (Blatinum), Young Sky (Blatinum), 후디니 - 작곡 : Ars, BOYTOY(Blatinum), Peter Hyun (Blatinum) - 편곡 : Ars, BOYTOY(Blatinum), Peter Hyun (Blatinum)                                     |
| 2021 | 2021.10.05 | 영재 (Youngjae) | 《COLORS from Ars》 | 〈Vibin〉                 | - 작사 : Ars, BOYTOY(Blatinum), ADN, WD, Young Sky (Blatinum), Peter Hyun (Blatinum) - 작곡 : Ars, BOYTOY(Blatinum), Disko (Blatinum), ADN, WD - 편곡 : Ars, BOYTOY(Blatinum), Disko (Blatinum)                                     |
| 2021 | 2021.10.05 | 영재 (Youngjae) | 《COLORS from Ars》 | 〈Roses〉                 | - 작사 : Ars, BOYTOY(Blatinum), Young Sky (Blatinum), Peter Hyun (Blatinum) - 작곡 : Ars, BOYTOY(Blatinum), Young Sky (Blatinum), Peter Hyun (Blatinum) - 편곡 : Ars, BOYTOY(Blatinum), Young Sky (Blatinum), Peter Hyun (Blatinum) |
| 2021 | 2021.10.05 | 영재 (Youngjae) | 《COLORS from Ars》 | 〈Eternal〉               | - 작사 : Ars - 작곡 : Ars, BOYTOY(Blatinum), Jay & Rudy, 아론킴, Isaac Han, Kiat - 편곡 : Ars, BOYTOY(Blatinum), 아론킴, Isaac Han, Kiat                                                                                            |
| 2021 | 2021.10.05 | 영재 (Youngjae) | 《COLORS from Ars》 | 〈Moonlight〉             | - 작사 : Ars, BOYTOY(Blatinum), 후디니 - 작곡 : Ars, BOYTOY(Blatinum), 아론킴, Isaac Han, 후디니 - 편곡 : Ars, BOYTOY(Blatinum), 아론킴, Isaac Han                                                                                  |
| 2021 | 2021.10.05 | 영재 (Youngjae) | 《COLORS from Ars》 | 〈Lonely〉                | - 작사 : Ars, Noday - 작곡 : Ars, Noday - 편곡 : Ars, Noday |

### Ars

#### 믹스테이프
| 연도 | Artist | 곡명            | 비고                                        |
| ---- | ------ | --------------- | ------------------------------------------- |
| 2017 | Ars    | 〈잠들고 싶어〉 | - rap : Noday - 작사, 작곡 : Ars, Noday     |
| 2016 | Ars    | 〈내하루〉      | - Written And Produced by Ars, Noday, Chloe |

### GOT7
한국
| 연도 | 발매일     | 앨범명                                           | Artist | GOT7                             | 곡명                                                    | 비고 |
| ---- | ---------- | ------------------------------------------------ | ------ | -------------------------------- | ------------------------------------------------------- | --- |
| 2025 | 2025.01.20 | 《WINTER_HEPTAGON》                              | GOT7   | 영재                             | 〈청춘드라마〉                                          | - 작사 : Ars, 브라더수 - 작곡 : Ars, 브라더수, Eniac, Chicok |
| 2025 | 2025.01.20 | 《WINTER_HEPTAGON》                              | GOT7   | GOT7                             | 〈우리가 할 수 있는 말은.〉                             | - 작사 : GOT7 |
| 2022 | 2022.05.23 | 《GOT7》                                         | GOT7   | 영재                             | 〈Drive Me To The Moon〉                                | - 작사 : Ars, 김혜수 - 작곡 : Ars, BOYTOY(Blatinum), Disko(Blatinum), Brite Ma, ADN Lewis - 편곡 : Ars, BOYTOY(Blatinum), Disko(Blatinum)                        |
| 2020 | 2020.11.30 | 《Breath of Love : Last Piece》                  | GOT7   | 영재                             | 〈Breath (넌 날 숨 쉬게 해)〉                           | - 작사 : Ars, 주찬양, Lavin, 니화 - 작곡 : Ars, 주찬양, Lavin, 니화                                                                                              |
| 2020 | 2020.04.20 | 《DYE》                                          | GOT7   | 영재                             | 〈AURA〉                                                | - 작사 : Ars, 주찬양, 니화 - 작곡 : Ars, 주찬양, 니화, Lavin |
| 2020 | 2020.04.20 | 《DYE》                                          | GOT7   | 영재                             | 〈GRAVITY (CD Only)〉 - 영재 Solo                       | - 작사 : Ars, Noday - 작곡 : Ars, Noday - 공표일자 : 2019.06.15 GOT7 2019 WORLD TOUR 'KEEP SPINNING' IN SEOUL                                                    |
| 2019 | 2019.05.20 | 《SPINNING TOP : BETWEEN SECURITY & INSECURITY》 | GOT7   | 영재                             | 〈TIME OUT〉                                            | - 작사 : Ars, Noday, 베르사최 - 작곡 : Ars, Noday, 베르사최 |
| 2018 | 2018.12.03 | 《Present : YOU & ME Edition》                   | GOT7   | JAY B 영재                       | 〈1:31AM (잘 지내야해)〉 - JAY B, 영재                  | - 작사 : Def., Ars - 작곡 : Def., Ars, 220, 밍지션 - 공표일자 : 2016.04.29 GOT7 1ST CONCERT FLY IN SEOUL                                                         |
| 2018 | 2018.12.03 | 《Present : YOU & ME Edition》                   | GOT7   | JAY B 마크 투안 (Mark Tuan) 영재 | 〈Think About It〉 - JAY B, 마크 투안 (Mark Tuan), 영재 | - 작사 : Def., 마크 투안 (Mark Tuan), Ars - 작곡 : Def., 마크 투안 (Mark Tuan), Ars, Mirror Boy(220VOLT), 이상철 - 2018.05.04 GOT7 2018 WORLD TOUR 'EYES ON YOU' |
| 2018 | 2018.09.17 | 《Present : YOU》                                | GOT7   | 영재                             | 〈혼자 (Nobody Knows)〉 - 영재 Solo                     | - 작사 : Ars, 주찬양 - 작곡 : Ars, 주찬양, LAVIN |
| 2018 | 2018.03.12 | 《Eyes On You》                                  | GOT7   | 영재                             | 〈망설이다〉                                            | - 작사 : Ars, Amillo - 작곡 : Ars, Amillo, 5$ |
| 2017 | 2017.10.10 | 《7 for 7》                                      | GOT7   | 영재 뱀뱀                        | 〈Moon U〉                                              | - 작사 : Ars, 뱀뱀, 주찬양, Maxx Song - 작곡 : Ars, 주찬양, Command Freaks                                                                                       |
| 2017 | 2017.03.13 | 《FLIGHT LOG : ARRIVAL》                         | GOT7   | 영재                             | 〈Sign〉                                                | - 작사 : Ars, Chloe, Noday - 작곡 : Ars, Noday, Chloe |
| 2016 | 2016.09.27 | 《FLIGHT LOG : TURBULENCE》                      | GOT7   | 영재                             | 〈HEY〉                                                 | - 작사 : Ars, 김원, 오현주 - 작곡 : Ars, 김원 |
| 2016 | 2016.09.27 | 《FLIGHT LOG : TURBULENCE》                      | GOT7   | 영재 마크 투안 (Mark Tuan) 잭슨  | 〈아파〉                                                | - 작사 : Ars - 랩 메이킹 : 마크 투안 (Mark Tuan), 잭슨 (Jackson Wang)                                                                                            |
| 2016 | 2016.03.21 | 《FLIGHT LOG : DEPARTURE》                       | GOT7   | 영재                             | 〈REWIND〉                                              | - 작사 : Ars, 주찬양 - 작곡 : Ars, 주찬양, Command Freaks |

일본
| 연도 | 발매일     | 앨범명                                | Artist | GOT7            | 곡명                          | 비고 |
| ---- | ---------- | ------------------------------------- | ------ | --------------- | ----------------------------- | --- |
| 2019 | 2019.07.31 | 《LOVE LOOP》                         | GOT7   | 영재            | 〈備忘録〉                    | - 작사 : Ars, Noday, Co-sho - 작곡 : Ars, Philip, Noday                                                                                             |
| 2019 | 2019.01.30 | 《I WON'T LET YOU GO (JAY B & 영재)》 | GOT7   | JAY B 영재      | 〈REBORN〉 - JAY B, 영재      | - 작사 : Ars, Def., Yukhi Shirai - 작곡 : Ars, Def., Mirror Boy(220VOLT)                                                                            |
| 2018 | 2018.06.20 | 《THE New Era (JAY B & 영재 & 뱀뱀)》 | GOT7   | JAY B 영재 뱀뱀 | 〈HMMMM〉 - JAY B, 영재, 뱀뱀 | - 작사 : Def., Mirror Boy(220VOLT), D.Ham(220VOLT), HNMR(220VOLT), Samuelle Soung - 작곡 : Def., Mirror Boy(220VOLT), D.Ham(220VOLT), HNMR(220VOLT) |
| 2017 | 2017.11.15 | 《TURN UP (진영 & 영재)》             | GOT7   | 진영 영재       | 〈この胸に〉 - 진영, 영재     | - 작사 : Ars, Noday, Risa Horie - 작곡 : Ars, Noday                                                                                                 |

## 음반 내용

### 영재 (YOUNGJAE)

#### 《Fermata》 (2025)
| 2025 | 2025.07.09 | Artist    | 영재 (YOUNGJAE) |                                                                |                                                                |                                                                |                                                                |             |             |
| 2025 | 2025.07.09 | 앨범명    | 《Fermata》 | 《Fermata》                                                    | 《Fermata》                                                    | 《Fermata》                                                    | 《Fermata》                                                    | 《Fermata》 | 《Fermata》 |
| 2025 | 2025.07.09 | 앨범 내용 | - 영재의 디지털 싱글 |                                                                |                                                                |                                                                |                                                                |             |             |
| 2025 | 2025.07.09 | 타이틀곡  | 〈도망치는 건 부끄럽지만〉 |                                                                |                                                                |                                                                |                                                                |             |             |
| 2025 | 2025.07.09 | 타이틀곡  | - 〈도망치는 건 부끄럽지만(Running Away Is Shameful, But...)〉은 감성적인 피아노 위에 브레이크 비트와 강렬한 일렉 기타 사운드가 어우러진, 락 사운드가 가미된 얼터너티브 힙합 기반의 곡이다. 방황하고 지친 청춘들에게 위로를 건네는 가사와 벅차오르는 멜로디가 인상적이다. 앞서 GOT7의 태국 콘서트에서 선공개되어, 깊은 공감과 위안을 전한 바 있다. |                                                                |                                                                |                                                                |                                                                |             |             |
| 2025 | 2025.07.09 | 수록곡    | 〈HERE WE GO〉 - HERE WE GO는 시원한 어쿠스틱 기타 스트로크로 시작해 풀 밴드 사운드로 전개되는, 청량한 분위기의 얼터너티브 록 장르 곡이다. 영재가 곡 작업에 직접 참여해 ‘한 번도 겪어본 적 없는 두려운 내일 이지만, 함께라면 두렵지 않다’는 긍정적인 에너지와 용기를 담아냈다. 영재의 팔색조 같은 시원한 보컬이 잔잔한 여운을 남긴다.              |                                                                |                                                                |                                                                |                                                                |             |             |
| 2025 | 2025.07.09 | 기사      | - 갓세븐 영재, '도망치는 건 부끄럽지만' 발매…1인 2역 파격 연기 | - 갓세븐 영재, '도망치는 건 부끄럽지만' 발매…1인 2역 파격 연기 | - 갓세븐 영재, '도망치는 건 부끄럽지만' 발매…1인 2역 파격 연기 | - 갓세븐 영재, '도망치는 건 부끄럽지만' 발매…1인 2역 파격 연기 | - 갓세븐 영재, '도망치는 건 부끄럽지만' 발매…1인 2역 파격 연기 |             |             |

#### 《T.P.O》 (2024)
| 2024 | 2024.07.09 | Artist    | 영재 (YOUNGJAE) |           |           |           |           |           |
| 2024 | 2024.07.09 | 앨범명    | 《T.P.O》 | 《T.P.O》 | 《T.P.O》 | 《T.P.O》 | 《T.P.O》 | 《T.P.O》 |
| 2024 | 2024.07.09 | 앨범 내용 | - 영재의 디지털 싱글 |           |           |           |           |           |
| 2024 | 2024.07.09 | 타이틀곡  | 〈T.P.O〉 |           |           |           |           |           |
| 2024 | 2024.07.09 | 타이틀곡  | - 〈T.P.O〉는 ‘Time (시간)’, ‘Place (장소)’, ‘Occation (상황)’의 머리글자를 따 사용되고 있는 단어를, “이 순간 이곳에서 너와 함께하는 이 순간이 완벽하다”는 의미로 재치 있게 인용한 가사와 드라이빙을 연상케 하는 청량한 멜로디가 인상 깊은 곡이다. |           |           |           |           |           |
| 2024 | 2024.07.09 | 수록곡    | 〈이상 기온〉 - 함께 수록된 〈이상 기온〉은 유난히 더웠던 어느 여름날의 이상 기온 현상을 스쳐간 특별한 인연에 빗대어, 시원한 어쿠스틱 밴드 사운드 위로 설렘을 담아 표현한 가사와 멜로디가 어우러진 팝 곡이다.                                      |           |           |           |           |           |

#### 《Do It》 (2023)
| 2023 | 2023.11.06 | Artist      | 영재 (YOUNGJAE) |           |           |           |           |           |           |           |           |           |
| 2023 | 2023.11.06 | 앨범명      | 《Do It》 | 《Do It》 | 《Do It》 | 《Do It》 | 《Do It》 | 《Do It》 | 《Do It》 | 《Do It》 | 《Do It》 | 《Do It》 |
| 2023 | 2023.11.06 | 앨범 내용   | - 영재 (Youngjae) 1st Full Album 《Do It》 - 사랑에 빠진 남자의 들뜬 감정과 설렘을 담아낸 ‘Do It’ - 어떤 어려움이 있더라도 어김없이 이겨내자 무엇이든 ‘Do It’ - 23.03.22~23.11.06 - "그때부터 일정 등 다양한 계획을 짜고 시작해왔다. 활동 중간에 아픈게 싫어서 꾸준히 몸 관리를 하며 정신없는 와중에도 멜로디와 가사 아이디어를 내고 타이틀을 만들려고 노력했다. 멜로디와 가사가 나온 후 타이틀을 녹음하고 마음이 좀 놓였다. 그 후 나머지 수록곡은 Flower, Dreaming Again (이 두 곡은 아마 19년에 완성했다) - Fluffy (221004) - Never Leave You Alone (221116) – Errday (230207) – Snooze (230814) -Deal (230816) - 자꾸 네가 (230824) – Problem (230910) 이 순서대로 끝난 것 같다! 앨범명도 “Do It “이다. 타이틀곡엔 달콤한 이야기를 담고 있지만, 앨범명에서는 ‘뭐든 해보자’라는 의미를 담고 싶었다. 중간에 포기하고 싶었던 적도 많다. 그렇지만 모두 해내고 나니 나 자신에게 참 많은 자신감과 성취감을 안겨주었다. 포기하고 싶은 거 정말 이해하지만 그냥 해보자. 다들 “DO IT " |           |           |           |           |           |           |           |           |           |
| 2023 | 2023.11.06 | 타이틀곡    | 〈Do It〉 |           |           |           |           |           |           |           |           |           |
| 2023 | 2023.11.06 | 타이틀곡    | - “All I think about is you , 감히 너를 알고 싶어!” 이 앨벙의 타이틀 곡인 “Do It”은 캐치한 멜로디와 청량감 있는 기타 사운드를 기반으로 사랑에 빠진 들뜬 기분을 재미있게 표현했다. 듣는 내내 기분이 좋아지는 산뜻한 바이브를 따라 리듬을 느끼며 가볍게 즐길 수 있는 곡이다. |           |           |           |           |           |           |           |           |           |
| 2023 | 2023.11.06 | 수록곡      | 〈Flower〉 - “꽃 길만 걸으세요~”앰비언트 사운드가 인상적인 신스팝(Synth Pop) 장르의 ‘Flower’는 영재의 감성적인 보컬부터 호소력 짙게 힘이 실린 후렴의 애드립까지 극과 극의 다양한 보컬 레인지가 다이나믹하게 펼쳐지는 곡이다. |           |           |           |           |           |           |           |           |           |
| 2023 | 2023.11.06 | 수록곡      | 〈Deal〉 - “너의 패를 보여줘, 따라오던가, 끌어보던가” 영재의 새로운 매력을 느낄 수 있는 Deal은 마치 브로드웨이 무대를 연상시키는 Bedroom 장르의 곡으로 노래 후반부의 랩 또한 새로운 면모를 선보인다. |           |           |           |           |           |           |           |           |           |
| 2023 | 2023.11.06 | 수록곡      | 〈Dreaming Again〉 - “영재 꿈 계속 꾸세요”플러사운드와 함께 감미로운 보이스로 몽환적이면서도 꿈같은 장면을 묘사한 R&B Soul 장르의 곡이다. |           |           |           |           |           |           |           |           |           |
| 2023 | 2023.11.06 | 수록곡      | 〈Problem〉 - “You're My Problem. I Can't Get You Off My Mind” 이미 상대방의 마음을 알면서도 빠져나올 수 없는 감정의 굴레 속 심오하고 복잡한 마음을 노래하는 가사가 인상적인 곡이다. |           |           |           |           |           |           |           |           |           |
| 2023 | 2023.11.06 | 수록곡      | 〈Errr Day〉 - “너라는 존재에 의구심이 들어…”앞서 지난 싱글 앨범을 통해 선공개 되었던 곡으로 좋아하는 사람을 향한 설렘 가득한 마음을 표현한 곡이다. |           |           |           |           |           |           |           |           |           |
| 2023 | 2023.11.06 | 수록곡      | 〈Fluffy〉 - “넌 내 매일의 기분, 잘 살아야하는 이유, 최코코 사랑해~!” |           |           |           |           |           |           |           |           |           |
| 2023 | 2023.11.06 | 수록곡      | 〈Snooze〉 - “내가 늦잠 자는 이유”빠져들 수밖에 없는 달달한 기타 연주에 더불어 마치 내 옆에서 속삭이듯 불러주는 영재의 목소리가 귓가를 사로잡는다. 그대로 잠들고 싶어지는 사랑스러운 곡. |           |           |           |           |           |           |           |           |           |
| 2023 | 2023.11.06 | 수록곡      | 〈자꾸 네가〉 - “ Ars 발라드 ”고요한 피아노와 어쿠스틱한 멜로디, 그 위로 쓸쓸한 듯 깊은 그리움이 묻어나는 영재의 목소리가 뭉클함을 주는 곡이다. |           |           |           |           |           |           |           |           |           |
| 2023 | 2023.11.06 | 수록곡      | 〈Never Leave You Alone〉 - “To. IGOT7 … From 영재” |           |           |           |           |           |           |           |           |           |
| 2023 | 2023.11.06 | 음반 매거진 | - 사랑에 빠진 남자의 들뜬 감정과 설렘을 담아낸 영재 (Youngjae) 《Do It》 (멜론) - 영재(Youngjae)와 함께라면 뭐든 할 수 있는 《Do It》 자켓 촬영 비하인드 공게 (지니뮤직) |           |           |           |           |           |           |           |           |           |

#### 《Errr Day》 (2023)
| 2023 | 2023.03.12 | Artist    | 영재 (YOUNGJAE) |                                                                     |                                                                     |                                                                     |                                                                     |              |
| 2023 | 2023.03.12 | 앨범명    | 《Errr Day》 | 《Errr Day》                                                        | 《Errr Day》                                                        | 《Errr Day》                                                        | 《Errr Day》                                                        | 《Errr Day》 |
| 2023 | 2023.03.12 | 앨범 내용 | - 좋아하는 사람을 마주할 때 떨리는 감정을 봄의 설레는 마음으로 담아낸 〈Errr Day〉작사, 작곡에 직접 참여해 영재만의 감성 담은 곡. 설렘 가득한 봄, 영재만의 감성을 담은 곡 〈Errr Day〉로 돌아왔다. |                                                                     |                                                                     |                                                                     |                                                                     |              |
| 2023 | 2023.03.12 | 타이틀곡  | 〈Errr Day〉 |                                                                     |                                                                     |                                                                     |                                                                     |              |
| 2023 | 2023.03.12 | 타이틀곡  | - 〈Errr Day〉는 경쾌한 리듬과 기타 사운드를 기반으로 한 감성적인 곡으로, 봄에 어울리는 설렘을 표현한 가사로 영재만의 매력을 담아냈다. 좋아하는 사람을 마주할 때 떨리는 감정을 녹여낸 곡으로 영재의 시그니처 같은 느낌을 담아낸 곡이다. 자신만의 곡 컬러를 만들어가고 있는 영재는 'Errr Day'를 통해 달달하면서도 감성적인 목소리를 담아내 영재만의 매력을 한층 끌어올렸다. 그동안 보여준 감미로우면서도 힘 있는 보컬에 성숙해진 모습을 담은 앨범들로 다양한 모습을 선보였다면, 〈Errr Day〉에서는 편안한 분위기로 봄처럼 우리들의 마음을 설레게 만들 예정이다. 특히 직접 프로듀싱에 참여하며 음악적인 영향력을 확실하게 보여준 영재는 이번 디지털 싱글에도 작사, 작곡에 참여해 영재만의 따뜻한 감성을 담아낸 것이 〈Errr Day〉의 또 다른 매력 포인트이다. |                                                                     |                                                                     |                                                                     |                                                                     |              |
| 2023 | 2023.03.12 | 기사      | - 갓세븐 영재 "신곡 ‘Errr Day’, 부모님 사랑 이야기 참고" (일문일답) | - 갓세븐 영재 "신곡 ‘Errr Day’, 부모님 사랑 이야기 참고" (일문일답) | - 갓세븐 영재 "신곡 ‘Errr Day’, 부모님 사랑 이야기 참고" (일문일답) | - 갓세븐 영재 "신곡 ‘Errr Day’, 부모님 사랑 이야기 참고" (일문일답) | - 갓세븐 영재 "신곡 ‘Errr Day’, 부모님 사랑 이야기 참고" (일문일답) |              |

#### 《SUGAR》 (2022)
| 2022 | 2022.06.21 | Artist    | 영재 (YOUNGJAE) | | | | |           |
| 2022 | 2022.06.21 | 앨범명    | 《SUGAR》 | 《SUGAR》 | 《SUGAR》 | 《SUGAR》 | 《SUGAR》 | 《SUGAR》 |
| 2022 | 2022.06.21 | 앨범 내용 | - 영재 (Youngjae) 2nd Mini Album 《SUGAR》 한층 더 성숙한 모습을 선보일 앨범 멈출 수 없는 중독적인 사랑 'SUGAR' - “이 앨범 노래 제목들이 대부분 단맛을 연상케 하지만 노래 속을 자세히 들여다보면 단맛뿐만 아니라 여러 가지의 다른 맛을 느낄 수 있을 겁니다. 다양한 맛 즐기고 가세요.”- 영재 (Youngjae) - | | | | |           |
| 2022 | 2022.06.21 | 타이틀곡  | 〈SUGAR〉 | | | | |           |
| 2022 | 2022.06.21 | 타이틀곡  | - 타이틀곡 'SUGAR'는 긴장감 넘치는 기타 사운드에 트렌디한 드럼이 어우러진 댄스 팝 곡으로, 가사에서는 멈출 수 없는 중독적인 사랑을 ‘설탕’에 비유하여 영재만의 스위트하고 담백한 매력을 담아냈다. | | | | |           |
| 2022 | 2022.06.21 | 수록곡    | 〈Focus〉 - 힙한 분위기 안에 레트로함이 살짝 가미된 'Focus'는 영재의 달콤한 보이스가 돋보이는 Pop R&B 곡으로, 아날로그 느낌의 기타 사운드와 청량한 비트가 어우러져 한 여름밤의 로맨틱한 감정을 가사로 다채롭게 풀어냈다.                                                                                 | | | | |           |
| 2022 | 2022.06.21 | 수록곡    | 〈Crema〉 - 힙합 비트 위에 감미로운 EP 사운드와 스트링이 조화를 이루어 아름답게 만들어진 트랙 'Crema'는 Bossa nova 리듬을 베이스로 경쾌하면서도 재즈틱한 무드를 이끌어가는 구성이 인상적인 곡이다. 커피 속의 ‘크레마’처럼 포근하면서도 사랑스러운 연인과의 감정을 담아냈다.                              | | | | |           |
| 2022 | 2022.06.21 | 수록곡    | 〈Nothing〉 - 'Nothing'은 사랑이라는 설레는 감정과 따스하면서도 달콤한 분위기를 표현한 곡으로, 그루비한 트랙 위에 풍부한 Background vocal과 Instrument들이 영재의 달콤한 보컬을 더욱 돋보이게 만들어주었다.                                                                                              | | | | |           |
| 2022 | 2022.06.21 | 수록곡    | 〈With You〉 - 'With You'는 사랑에 빠졌을 때 지금 현재 느끼고 있는 행복이 결코 깨지지 않기를 바라는 마음을 표현한 곡으로, 영재만의 따뜻하고 감미로운 보이스와 진심이 담긴 호소력 짙은 울림을 동시에 느낄 수 있는 곡이다.                                                                                 | | | | |           |
| 2022 | 2022.06.21 | 매거진    | - 달콤한 보이스의 치명적인 매력, 영재 'SUGAR' 자켓 촬영 비하인드 - 멈출 수 없는 중독, 영재 (Youngjae) 'SUGAR' | - 달콤한 보이스의 치명적인 매력, 영재 'SUGAR' 자켓 촬영 비하인드 - 멈출 수 없는 중독, 영재 (Youngjae) 'SUGAR' | - 달콤한 보이스의 치명적인 매력, 영재 'SUGAR' 자켓 촬영 비하인드 - 멈출 수 없는 중독, 영재 (Youngjae) 'SUGAR' | - 달콤한 보이스의 치명적인 매력, 영재 'SUGAR' 자켓 촬영 비하인드 - 멈출 수 없는 중독, 영재 (Youngjae) 'SUGAR' | - 달콤한 보이스의 치명적인 매력, 영재 'SUGAR' 자켓 촬영 비하인드 - 멈출 수 없는 중독, 영재 (Youngjae) 'SUGAR' |           |
| 2022 | 2022.06.21 | 기사      | - '솔로 컴백' 갓세븐 영재 "잠 쪼개 가며 앨범 준비…잘 나와 기분 좋아" (일문일답) | - '솔로 컴백' 갓세븐 영재 "잠 쪼개 가며 앨범 준비…잘 나와 기분 좋아" (일문일답)                               | - '솔로 컴백' 갓세븐 영재 "잠 쪼개 가며 앨범 준비…잘 나와 기분 좋아" (일문일답)                               | - '솔로 컴백' 갓세븐 영재 "잠 쪼개 가며 앨범 준비…잘 나와 기분 좋아" (일문일답)                               | - '솔로 컴백' 갓세븐 영재 "잠 쪼개 가며 앨범 준비…잘 나와 기분 좋아" (일문일답)                               |           |

#### 《같이 걸어가줘요》 (2021)
| 2021 | 2021.10.05 | Artist    | 영재 (YOUNGJAE) |                                                        |                                                        |                                                        |                                                        |                     |
| 2021 | 2021.10.05 | 앨범명    | 《같이 걸어가줘요》 | 《같이 걸어가줘요》                                    | 《같이 걸어가줘요》                                    | 《같이 걸어가줘요》                                    | 《같이 걸어가줘요》                                    | 《같이 걸어가줘요》 |
| 2021 | 2021.10.05 | 앨범 내용 | - 영재 (Youngjae) Digital Single 《같이 걸어가줘요》 - 솔로 아티스트로 돌아온 영재 (Youngjae)가 올겨울을 따뜻하게 해줄 감성 발라드 ‘같이 걸어가줘요’를 발매한다. 지난 10월, 첫 미니 앨범 《COLORS from Ars》를 발매하며 솔로 아티스트로서의 첫발을 성공적으로 내딛고, 그 후 약 2개월 만에 디지털 싱글 ‘같이 걸어가줘요’로 돌아온다.          |                                                        |                                                        |                                                        |                                                        |                     |
| 2021 | 2021.10.05 | 타이틀곡  | 〈같이 걸어가줘요〉 |                                                        |                                                        |                                                        |                                                        |                     |
| 2021 | 2021.10.05 | 타이틀곡  | - 〈같이 걸어가줘요〉는 설레는 연말 분위기와 영재 (Youngjae)만의 감미로운 보컬이 어우러진 곡으로, 사랑하는 사람에게 이제 나와 함께 해달라는 따스한 고백이 담긴 곡이다. 또한, 감성적인 분위기 안에 섬세한 감정선을 그리며 애틋한 진심을 더 했다. 올해의 마지막, 선물같이 다가올 이 노래와 함께 어느 날보다도 특별한 마지막을 보내길 바라본다. |                                                        |                                                        |                                                        |                                                        |                     |
| 2021 | 2021.10.05 | 기사      | - 갓세븐 영재, ‘같이 걸어가줘요’ 발매…연말 시즌송 느낌 | - 갓세븐 영재, ‘같이 걸어가줘요’ 발매…연말 시즌송 느낌 | - 갓세븐 영재, ‘같이 걸어가줘요’ 발매…연말 시즌송 느낌 | - 갓세븐 영재, ‘같이 걸어가줘요’ 발매…연말 시즌송 느낌 | - 갓세븐 영재, ‘같이 걸어가줘요’ 발매…연말 시즌송 느낌 |                     |

#### 《COLORS from Ars》 (2021)
| 2021 | 2021.10.05 | Artist                      | 영재 (YOUNGJAE) | | | | |                     |
| 2021 | 2021.10.05 | 앨범명                      | 《COLORS from Ars》 | 《COLORS from Ars》 | 《COLORS from Ars》 | 《COLORS from Ars》 | 《COLORS from Ars》 | 《COLORS from Ars》 |
| 2021 | 2021.10.05 | 앨범 내용                   | - 영재 (Youngjae) The 1st Mini Album 《COLORS from Ars》 - 앨범명 : Ars는 2016년부터 영재가 자신만을 색깔을 나누고 싶어서 쓰는 아티스트명이자, 작사 작곡할 때 쓰는 작가명(필명)으로, 라틴어 명언 Ars longa, vita brevis (예술은 길고 인생은 짧다)의 Ars 뜻 '예술, 학예'에서 영감을 받아 인용한 예술을 하는 멋진 사람이 되고 싶다는 뜻이 담겨 있는 또 하나의 영재 이름이다. 이처럼 영재를 표현하는 또 하나의 이름 Ars로 영재 안에 있는 영재만의 다양한 색깔들을 보여주고 싶은 의미를 담았다. - 앨범 내용 : GOT7 멤버 영재로서 보여줬던 모습과는 또 다른, 새로운 색깔들을 가득 담아낸 이번 앨범 《COLORS from Ars》에는 타이틀곡 〈Vibin〉을 포함해 총 7곡이 수록되어 있다. 영재는 감미로우면서도 힘 있는 보컬로 채워낸 이번 앨범 전곡의 작사, 작곡과 프로듀싱에 참여하며 아티스트로서의 역량을 아낌없이 발휘했다. 오랜 고민과 작업 끝에 첫 셀프 프로듀싱 앨범이라고는 믿기지 않는 완성도 높은 앨범을 만들어 내며 솔로 아티스트로서의 첫발을 성공적으로 내디뎠다. - 영재가 생각해서 정한 앨범 트랙 흐름은 첫 시작을 상쾌하게 시작하고, 중간쯤에 가면 와~! 하고 신났다가, 이제 점점 슬슬 잠이 들어야지 하는 기승전결로 마무리 되게끔 트랙 순서를 정했다. - 영재는 《COLORS from Ars》를 통해 영재의 존재를 좀 더 알리고 싶고, 더불어 영재를 통해서 GOT7을 같이 좀 더 알리고 싶다고 한다. - 영재 (Ars)의 바람 : "아티스트 이런 것 보다는 제 직업이 그런 예술을 하는 사람으로서 아티스트인 면모도 좋지만, 가장 정이 많은 사람이면 좋겠어요." | | | | |                     |
| 2021 | 2021.10.05 | 타이틀곡                    | 〈Vibin〉 | | | | |                     |
| 2021 | 2021.10.05 | 타이틀곡                    | - 타이틀곡 〈Vibin〉은 연인에게 빠져드는 마음을 멈출 수 없음을 그려낸 하우스 비트의 댄스 팝 곡이다. 브릿지 가사의 '하루 종일 모든 순간들이 스며들어 와 yeah you hold me down Oh 망설이지마 yeah I'm all in 네가 없는 난 don't mean nothing 깊이 빠져들어 into you to you'는 전체적으로 〈Vibin〉을 잘 설명해주는 가사. 인트로 리듬에서부터 느껴지는 시원하고 깔끔한 바이브와 영재만의 청량하고 유니크한 매력이 잘 표현되어 있다. - 퍼포먼스 : 금요일 저녁 퇴근 후 치킨과 맥주를 들고 집에 가는 발걸음 댄스 줄여서 금퇴치맥발댄스 | | | | |                     |
| 2021 | 2021.10.05 | 수록곡                      | 〈Beautiful〉 - 영재가 '너는 이 세상에서 너무 아름답다'라는 것을 많이 표현하고 싶어서 만든 노래이다. 가사 중에서 'What a beautiful girl in this beautiful world 모두가 너를 볼 때 헉 하고 놀래 Beautiful girl in this beautiful world 그러니 너도 나만 봐줄래'는 영재가 가사 중에서 제일 좋아하는 부분으로 '그만큼 너는 이 세상에서 너무 아릅답다'라는 것을 많이 표현하고 싶어서 쓴 가사. 세련된 팝 기타 사운드에 얹어진 영재의 달달한 보컬과 연인을 향한 고백이 담긴 가사로 사랑스러운 분위기를 느낄 수 있는 곡. | | | | |                     |
| 2021 | 2021.10.05 | 수록곡                      | 〈Tasty〉 - 사랑하는 연인과의 첫 만남, 데이트 등 여러 상황과 감정을 ‘맛’에 비유해 'So tasty 우린 마치 꿀에 빠져버린 two strawberries' '사랑은 언제나 달콤하다'고 표현한 영재 특유의 섬세한 감성이 돋보인다. 레트로한 힙합 비트 위에 R&B 코드와 멜로디를 얹은 팝 R&B 곡. | | | | |                     |
| 2021 | 2021.10.05 | 수록곡                      | 〈Roses〉 - "장미꽃 향기", "산뜻한 바람", "Roses over you 맴도는 너의 perfume (장미꽃 향기보다 너의 향기가 더 좋아)" 와 같은 가사로 사랑하는 연인을 향한 설레는 마음을 표현한 곡으로 트랩 R&B 비트에 후렴구는 트렌디한 신스 사운드가 결합된 몽환적인 느낌의 트랙이다. 장미는 아름다운 자태와 향기로 많은 사람을 매료시키고, 다양한 장미꽃 색깔은 GOT7 멤버 영재로서 보여줬던 모습과는 또 다른, 새로운 색깔들을 담은 앨범을 의미하는 이번 앨범 타이틀 제목 《COLORS from Ars》를 표현하는 방향과 맞닿아 있다. | | | | |                     |
| 2021 | 2021.10.05 | 수록곡                      | 〈Eternal〉 - 영재가 팬분들과 가족 친구들을 많이 생각하며, 영재 옆에서 영원히 있어주는 마음이 좋아서 만든 곡으로 모든 것이 변해도 언제나 영원하자는 메시지를 담았다. 가사에서 '네 옆에서 영원히 난 널 지킬게, 내 옆에서 이대로 날 바라봐 줘'라고 표현했는데, 내 옆에서 영원히 있어주면 이제는 내가 뭔가 지켜주고 싶은 마음과 생각이 많이 들어서 쓴 가사로 아가새(I GOT7) 분들과 아끼는 가족 친구 등 나의 사람들에게 불러주고 싶은 마음으로 쓴 가사를 다시 들여다 보니 친형 결혼식 때 영재가 축가를 불렀던 때가 생각이 나면서 '어? 이거 축가로 해도 되겠는데?' 라고 생각되는 가사가 나와서 축가로 영재의 〈Eternal〉도 추천하고 싶다고 한다. 아름다운 피아노 선율과 기타 사운드가 어우러진 담백하고 감미로운 팝 발라드 곡. - 〈Eternal〉의 가사 中 해가 저물면 달을 붙잡곤 해는 영재가 《COLORS from Ars》에서 가장 좋아하는 가사라고 한다. | | | | |                     |
| 2021 | 2021.10.05 | 수록곡                      | 〈Moonlight〉 - 영재와 달 : 영재는 달이 본연의 모습을 유지하면서도, 자신의 예쁜 여러 모습을 하나씩 보여주는 게 예쁘고 아름답다고 생각해서 달은 영재에게 많은 의미가 있다고 한다. - GOT7의 노래 중에서도 사랑을 달(moon)과 연관해서 쓴 〈달빛〉 , 〈Moon U〉 , 〈NOT BY THE MOON〉 노래도 있는데 〈Moonlight〉는 영재가 '달빛 아래 춤을 춘다.'라는 말을 시작으로 쓴 곡이다. 영재는 개인적으로 '달빛 아래 춤을 춘다.'라는 가사와 말이 주는 뭔가 낭만적인 느낌을 너무 좋아해서 〈Moonlight〉를 '혼자 짝사랑을 하고 있지만, 언젠가 달빛 아래에서 내가 좋아하는 사람과 직접 사랑을 하게 돼서 같이 춤을 추고 노래하고 놀고 싶은 바람'을 담았다고 한다. 가을에 딱 맞는 감성이라 그런지 영재는 녹음을 해 놓고 보니까 조금 슬픈 것 같은 쓸쓸한 느낌을 받았는데, 가사를 자세히 들여다 보고 다르게 생각하면 조금 슬픈, 어떻게 보면 열린 결말과 같은 느낌의 노래라고 한다. 미니멀하고 절제된 악기 구성으로 이루어진 미디엄 템포의 팝 R&B로, 차분한 스트링 선율이 조화롭게 어우러져 가을바람을 따라 완성된 작품처럼 가슴을 울리고 깊은 감성을 자극하는 영재의 보컬이 돋보이는 가을 밤에 걸으면서 감성에 취하고 싶은 노래. - (+) GOT7 〈달빛〉 , 〈Moon U〉 , 〈NOT BY THE MOON〉 - GOT7 〈달빛〉 - 작사, 작곡, 편곡 : Noday, Chloe / 랩 메이킹 : Noday, Chloe, 잭슨 - 피아노가 주 악기로 쓰인 곡으로 따뜻한 분위기에 강한 드럼이 더해져 더욱더 오묘한 분위기가 돋보인다. 사랑하는 연인에게 전하고 싶은 이야기를 부드럽고 솔직하게 GOT7의 감미롭고 담백한 목소리에 담았다. - GOT7 〈Moon U〉 - 작사 : Ars, 주찬양, Maxx Song, 뱀뱀 / 작곡 : Ars, 주찬양, Command Freaks / 편곡 : Command Freaks - GOT7 앨범 《7 for 7》의 문을 여는 1번 트랙 〈Moon U〉는 영재 (Ars)가 작사, 작곡, 뱀뱀이 작사에 참여한 곡으로 얼반 힙합 비트, 기타 리프, 멤버들의 목소리 이 세 가지가 어우러져 선선한 달밤을 떠올리게 하는 흡입력 강한 노래. - GOT7 〈NOT BY THE MOON〉 - 작사 : J.Y. Park “The Asiansoul, 이스란 / 작곡 : J.Y. Park “The Asiansoul, Jay & Rudy, Isaac Han, 아론킴, OKIRO / 편곡 : J.Y. Park “The Asiansoul, OKIRO, Isaac Han, 아론킴 - '달과 변치 않는 사랑'을 주제로 "달에 맹세하지 말아 주세요(Don't swear by the moon)" 로미오와 줄리엣 속 명대사를 차용 - "나의 사랑은 영원해. 너를 지키겠어. 달처럼 매일 변하지 않아. 계속 변하는 달에게 우리의 영원한 사랑을 맹세하지 말자."라는 변하지 않을 영원한 사랑, GOT7의 변하지 않는 마음의 맹세. - (+) 영재가 재해석한 BoA의 〈No.1〉 - BoA의 〈No.1〉 : 달이 주는 신비로운 느낌과 함께 한 편의 아름다운 동화를 연상시키기도 하고 현대적인 느낌의 슬프고 아련한 시적인 느낌이 있는 노래로 〈No.1〉 가사를 자세히 들여다보면 슬프지만 순수하고 예쁜 마음이 느껴져 노래의 슬픔이 예쁜 아련함을 준다. - 영재의 재해석 : 영재가 생각하는 〈No.1〉은 슬픈 가사인데, 그 슬픔을 숨기려는 마음이 잘 나타나서 더 슬프게 느껴졌다고 한다. 그래서 영재는 원곡에 이미 슬픈 감정은 있으니, 원곡과 방향성은 비슷하지만 차라리 더 밝은 분위기로 만들어 재해석 했다고 한다. - 영재가 재해석한 〈No.1〉 은 마치 〈No.1〉 가사의 화자에게나, 또는 힘들고 슬픈 마음이거나, 뭔가 울적한 분들에게 영재가 위로해주고 웃게 만들어 주고 싶은 마음의 노래처럼 느껴진다. 이와 같은 느낌으로 영재가 재해석한 노래는 딩고뮤직 시크릿커버에서 영재가 원곡이 주는 위로에 공감하며 재해석한 백예린의 〈Square〉 - (+) 영재의 공감과 재해석 - 영재가 원곡이 주는 공감과 위로에 가슴 깊이 공감하며, 같이 아파해주는 마음의 노래처럼 재해석한 노래는 딩고뮤직 시크릿커버에서 부른 볼빨간사춘기의 〈나의 사춘기에게〉 - (+) 영재가 Ars로서 공감하고 재해석 노래 - Ars 〈Off My Face〉 (원곡 : 저스틴 비버) - Ars 〈Shape Of You〉 (원곡 : 에드 시런) - Ars 〈ALL OF MY LIFE〉 (원곡 : 박원) - Ars 〈Downtown Baby〉 (원곡 : 블루 (BLOO)) - Ars 〈Square〉 (원곡 : 백예린) - Ars 〈나의 사춘기에게〉 (원곡 : 볼빨간사춘기) - Ars 〈사랑하는 그대여〉 (원곡 : 신용재) | | | | |                     |
| 2021 | 2021.10.05 | 수록곡                      | 〈Lonely〉 - 영재의 미발매 자작곡이었던 〈Lonely〉는 영재가 느꼈던 감정과 공감할 수 있는 가사를 쓰고 싶어서 시적인 문장과, 일상생활에서 공감할 수 있는 가사를 쓰려고 가사에 맞게 트랙과 사운드 설정을 많이한 곡으로 엘르 스테이지에서 최초로 풀버전을 공개했다. 〈Lonely〉는 평소 생각이 많을 때 깊게 빠져드는 자신의 모습에 대한 노래로, 가사 속에서 외로움도 표현했지만 공허함에 더 초점을 두고 만든 곡이다. 혼자 밖에서 받은 스트레스라든지, 타인들의 시선에 대해 그때 당시에는 대수롭지 않게 넘어갔지만 집에 돌아와서 가만히 앉아서 생각해 보니 너무 공허함을 느끼고 나 자신을 그냥 그대로 받아들이고 살고 싶다고 생각했을 때 딱 떠오른 이미지가 마치 초 하나 켜놓고 땅 끝으로 기어가는 이미지여서 '깊은 바닷속으로 내 방이 전부 가라앉네.'라는 가사로 공허함을 표현했다. 반면, 가사의 마지막은 초록빛 바다색으로 내 맘이 전부 채워지네라고 표현했는데 영재에게 초록색은 '아가새(I GOT7)' 색깔로 스트레스라든지, 타인의 시선들을 생각하지 말고 지금 나와 같이 따뜻하게 잘 지내고 있는 분들을 생각하면서 우울한 마음보다는 따뜻한 마음으로 자신을 채우고 이겨내고 싶었고 영재의 노래를 듣는 분들에게는 혼자만의 공허함과 외로움을 홀로 감당하지 말고, 지금 곁에 같이 따뜻하게 있어주는 좋은 사람들을 통해 자신을 채우고 이겨내자는 메시지를 전하고 싶었다. - 영재에게 가장 힘든 시기가 있었는데 마치 징크스 같은 뭐를 해도 잘 안되는 것 같고, 되게 안 좋은 쪽으로만 생각하게 되고 힘들었던 때의 이야기를 많이 담았고 원래 마지막 가사가 '깊은 바다 속으로 내 맘이 전부 가라앉네' 였는데, 마무리를 너무 슬프게 끝내면 팬분들이 걱정할까봐 마지막 가사를 '초록빛 바다색으로 내 맘이 전부 채워지네'로 바꿨다. 영재가 전하고 싶은 건 힘든 상황이 누구에게나 있지만, 여러분에게도 빛이 있으니 너무 힘들어 하지 말고 앞으로 조금 더 긍정적으로 생각했으면 좋겠다고 한다. ‘타인의 시선이 아닌 내 모습 그대로를 받아들이고, 내 곁에 있는 사람들을 바라보자.’라는 공감과 위로의 메시지가 담긴 R&B 힙합 장르의 곡. - 영재가 혼자 작업하거나 연습할 때 막힐 때가 많아서 한동안 안 좋은 쪽으로만 생각하게 되고, 너무 생각이 많았을 때의 이야기를 담았지만 영재는 〈Lonely〉의 결론을 희망(빛)으로 바꿨다. 왜냐하면 지금의 영재는 조금 바뀌었으니까. 영재처럼 징크스나, 직업에 대한 일의 능률에 대해서 누구나 고민할 때가 있는데 영재는 희망(빛)을 응원해주는 팬분들(아가새)로 얘기했지만 '여러분들 곁에도 분명 응원하는 사람이 한 명쯤은 있을 거라고 생각하고 그 사람을 보면서 뭔가 조금 힘을 냈으면' 하는 바람으로 노래를 만들고, 불렀다고 한다. - 영재는 요즘 〈Lonely〉를 다시 들으면 "내가 나 자신을 좀 위로해줄걸 너무 혼자 내버려뒀구나. 라고 생각해요. 누구의 눈치를 본다기 보다는 저는 어떻게 보면 인생에서 자기 자신을 가장 먼저 생각해야 된다고 생각해요." 라고 말했다. | | | | |                     |
| 2021 | 2021.10.05 | 트위터 해시태그 (Hashflags) | - #영재 | | | | |                     |
| 2021 | 2021.10.05 | 트위터 해시태그 (Hashflags) | - #YOUNGJAE | | | | |                     |
| 2021 | 2021.10.05 | 트위터 해시태그 (Hashflags) | - #Ars | | | | |                     |
| 2021 | 2021.10.05 | 트위터 해시태그 (Hashflags) | - #COLORSfromArs | | | | |                     |
| 2021 | 2021.10.05 | 트위터 해시태그 (Hashflags) | - #Vibin | | | | |                     |
| 2021 | 2021.10.05 | 인터뷰                      | - '솔로 데뷔' 영재 "내 안의 색깔들, 하나씩 보여주고 싶어" (일문일답) (셀럽미디어 제공) - 영재 (Youngjae) - READY PLAYER ONE (ARENA 제공) - 갓세븐 영재, 新자작곡 ‘Lonely’ 라이브 영상 공개 “위로 드리고파” (뉴스엔 제공) | - '솔로 데뷔' 영재 "내 안의 색깔들, 하나씩 보여주고 싶어" (일문일답) (셀럽미디어 제공) - 영재 (Youngjae) - READY PLAYER ONE (ARENA 제공) - 갓세븐 영재, 新자작곡 ‘Lonely’ 라이브 영상 공개 “위로 드리고파” (뉴스엔 제공) | - '솔로 데뷔' 영재 "내 안의 색깔들, 하나씩 보여주고 싶어" (일문일답) (셀럽미디어 제공) - 영재 (Youngjae) - READY PLAYER ONE (ARENA 제공) - 갓세븐 영재, 新자작곡 ‘Lonely’ 라이브 영상 공개 “위로 드리고파” (뉴스엔 제공) | - '솔로 데뷔' 영재 "내 안의 색깔들, 하나씩 보여주고 싶어" (일문일답) (셀럽미디어 제공) - 영재 (Youngjae) - READY PLAYER ONE (ARENA 제공) - 갓세븐 영재, 新자작곡 ‘Lonely’ 라이브 영상 공개 “위로 드리고파” (뉴스엔 제공) | - '솔로 데뷔' 영재 "내 안의 색깔들, 하나씩 보여주고 싶어" (일문일답) (셀럽미디어 제공) - 영재 (Youngjae) - READY PLAYER ONE (ARENA 제공) - 갓세븐 영재, 新자작곡 ‘Lonely’ 라이브 영상 공개 “위로 드리고파” (뉴스엔 제공) |                     |

### GOT7

#### 한국
| 2022 | Artist                                                  | GOT7                                                    | GOT7                                                    | GOT7                                                    | GOT7                                                    | GOT7 | | | |
| 2022 | 앨범 내용                                               | 《GOT7》                                                | 《GOT7》                                                | 《GOT7》                                                | 《GOT7》                                                | 《GOT7》 | | | |
| 2022 | 발매일                                                  | 2022.05.23                                              | 2022.05.23                                              | 2022.05.23                                              | 2022.05.23                                              | 2022.05.23 | | | |
| 2022 | 〈Drive Me To The Moon〉                                | 〈Drive Me To The Moon〉                                | 〈Drive Me To The Moon〉                                | 〈Drive Me To The Moon〉                                | 〈Drive Me To The Moon〉                                | - GOT7(갓세븐)이 I GOT7(아가새𓅪) 여러분과 함께라면 어떤 일이든 다 할 수 있다는 마음을 담은 곡입니다. 팬 여러분들이 편하게 들어주셨으면 좋겠습니다. (영재) | - GOT7(갓세븐)이 I GOT7(아가새𓅪) 여러분과 함께라면 어떤 일이든 다 할 수 있다는 마음을 담은 곡입니다. 팬 여러분들이 편하게 들어주셨으면 좋겠습니다. (영재) | - GOT7(갓세븐)이 I GOT7(아가새𓅪) 여러분과 함께라면 어떤 일이든 다 할 수 있다는 마음을 담은 곡입니다. 팬 여러분들이 편하게 들어주셨으면 좋겠습니다. (영재) | - GOT7(갓세븐)이 I GOT7(아가새𓅪) 여러분과 함께라면 어떤 일이든 다 할 수 있다는 마음을 담은 곡입니다. 팬 여러분들이 편하게 들어주셨으면 좋겠습니다. (영재) |
| 2020 | Artist                                                  | GOT7                                                    | GOT7                                                    | GOT7                                                    | GOT7                                                    | GOT7 | | | |
| 2020 | 앨범 내용                                               | 《Breath of Love : Last Piece》                         | 《Breath of Love : Last Piece》                         | 《Breath of Love : Last Piece》                         | 《Breath of Love : Last Piece》                         | 《Breath of Love : Last Piece》 | | | |
| 2020 | 발매일                                                  | 2020.11.30                                              | 2020.11.30                                              | 2020.11.30                                              | 2020.11.30                                              | 2020.11.30 | | | |
| 2020 | 〈Breath (넌 날 숨 쉬게 해)〉                           | 〈Breath (넌 날 숨 쉬게 해)〉                           | 〈Breath (넌 날 숨 쉬게 해)〉                           | 〈Breath (넌 날 숨 쉬게 해)〉                           | 〈Breath (넌 날 숨 쉬게 해)〉                           | - 영재가 작사, 작곡한 곡으로 운명적인 상대를 만난 그 찰나부터 사랑의 숨결이 가득 스며든 순간 사랑에 빠져 벅차오르는 마음이 나를 더 살아 숨 쉬는 걸 느끼게 해준다 의미로 곡 제목을 〈Breath (넌 날 숨 쉬게 해)〉로 지었고 이 곡을 듣는 분들도 GOT7과 함께 살아 숨 쉬는 걸 느꼈으면 하는 마음으로 쓴 곡. 또한, "네가 있기에 내가 살아 숨 쉰다." 소중한 존재 I GOT7 (아가새)이 GOT7을 숨 쉬게 한다는 메시지. 기분 좋을 때 휘파람이 나오듯 들뜬 기분을 그대로 느껴지게 해보고 싶어서 노래 곳곳에 휘파람을 포인트로 녹아냈다. GOT7의 특유의 청량감을 표현 | - 영재가 작사, 작곡한 곡으로 운명적인 상대를 만난 그 찰나부터 사랑의 숨결이 가득 스며든 순간 사랑에 빠져 벅차오르는 마음이 나를 더 살아 숨 쉬는 걸 느끼게 해준다 의미로 곡 제목을 〈Breath (넌 날 숨 쉬게 해)〉로 지었고 이 곡을 듣는 분들도 GOT7과 함께 살아 숨 쉬는 걸 느꼈으면 하는 마음으로 쓴 곡. 또한, "네가 있기에 내가 살아 숨 쉰다." 소중한 존재 I GOT7 (아가새)이 GOT7을 숨 쉬게 한다는 메시지. 기분 좋을 때 휘파람이 나오듯 들뜬 기분을 그대로 느껴지게 해보고 싶어서 노래 곳곳에 휘파람을 포인트로 녹아냈다. GOT7의 특유의 청량감을 표현 | - 영재가 작사, 작곡한 곡으로 운명적인 상대를 만난 그 찰나부터 사랑의 숨결이 가득 스며든 순간 사랑에 빠져 벅차오르는 마음이 나를 더 살아 숨 쉬는 걸 느끼게 해준다 의미로 곡 제목을 〈Breath (넌 날 숨 쉬게 해)〉로 지었고 이 곡을 듣는 분들도 GOT7과 함께 살아 숨 쉬는 걸 느꼈으면 하는 마음으로 쓴 곡. 또한, "네가 있기에 내가 살아 숨 쉰다." 소중한 존재 I GOT7 (아가새)이 GOT7을 숨 쉬게 한다는 메시지. 기분 좋을 때 휘파람이 나오듯 들뜬 기분을 그대로 느껴지게 해보고 싶어서 노래 곳곳에 휘파람을 포인트로 녹아냈다. GOT7의 특유의 청량감을 표현 | - 영재가 작사, 작곡한 곡으로 운명적인 상대를 만난 그 찰나부터 사랑의 숨결이 가득 스며든 순간 사랑에 빠져 벅차오르는 마음이 나를 더 살아 숨 쉬는 걸 느끼게 해준다 의미로 곡 제목을 〈Breath (넌 날 숨 쉬게 해)〉로 지었고 이 곡을 듣는 분들도 GOT7과 함께 살아 숨 쉬는 걸 느꼈으면 하는 마음으로 쓴 곡. 또한, "네가 있기에 내가 살아 숨 쉰다." 소중한 존재 I GOT7 (아가새)이 GOT7을 숨 쉬게 한다는 메시지. 기분 좋을 때 휘파람이 나오듯 들뜬 기분을 그대로 느껴지게 해보고 싶어서 노래 곳곳에 휘파람을 포인트로 녹아냈다. GOT7의 특유의 청량감을 표현 |
| 2020 | Artist                                                  | GOT7                                                    | GOT7                                                    | GOT7                                                    | GOT7                                                    | GOT7 | | | |
| 2020 | 앨범 내용                                               | 《DYE》                                                 | 《DYE》                                                 | 《DYE》                                                 | 《DYE》                                                 | 《DYE》 | | | |
| 2020 | 발매일                                                  | 2020.04.20                                              | 2020.04.20                                              | 2020.04.20                                              | 2020.04.20                                              | 2020.04.20 | | | |
| 2020 | 〈AURA〉                                                | 〈AURA〉                                                | 〈AURA〉                                                | 〈AURA〉                                                | 〈AURA〉                                                | - 영재가 작사, 작곡에 참여한 곡으로 아우라는 눈에는 보이지 않는 느낌이라서 단어가 주는 분위기를 곡에 담아 처음 본 순간부터 같이 함께하는 순간까지 사랑을 하고 있는 두 남녀 만의 아우라를 얘기하는 곡으로 몽환적인 사운드와 GOT7의 섹시한 보컬이 매력적인 곡. GOT7만의 아우라를 느낄 수 있다. | - 영재가 작사, 작곡에 참여한 곡으로 아우라는 눈에는 보이지 않는 느낌이라서 단어가 주는 분위기를 곡에 담아 처음 본 순간부터 같이 함께하는 순간까지 사랑을 하고 있는 두 남녀 만의 아우라를 얘기하는 곡으로 몽환적인 사운드와 GOT7의 섹시한 보컬이 매력적인 곡. GOT7만의 아우라를 느낄 수 있다. | - 영재가 작사, 작곡에 참여한 곡으로 아우라는 눈에는 보이지 않는 느낌이라서 단어가 주는 분위기를 곡에 담아 처음 본 순간부터 같이 함께하는 순간까지 사랑을 하고 있는 두 남녀 만의 아우라를 얘기하는 곡으로 몽환적인 사운드와 GOT7의 섹시한 보컬이 매력적인 곡. GOT7만의 아우라를 느낄 수 있다. | - 영재가 작사, 작곡에 참여한 곡으로 아우라는 눈에는 보이지 않는 느낌이라서 단어가 주는 분위기를 곡에 담아 처음 본 순간부터 같이 함께하는 순간까지 사랑을 하고 있는 두 남녀 만의 아우라를 얘기하는 곡으로 몽환적인 사운드와 GOT7의 섹시한 보컬이 매력적인 곡. GOT7만의 아우라를 느낄 수 있다. |
| 2020 | 〈GRAVITY (CD Only)〉 - 영재 Solo                       | 〈GRAVITY (CD Only)〉 - 영재 Solo                       | 〈GRAVITY (CD Only)〉 - 영재 Solo                       | 〈GRAVITY (CD Only)〉 - 영재 Solo                       | 〈GRAVITY (CD Only)〉 - 영재 Solo                       | - 영재가 작사, 작곡에 참여한 영재 솔로 곡 | - 영재가 작사, 작곡에 참여한 영재 솔로 곡 | - 영재가 작사, 작곡에 참여한 영재 솔로 곡 | - 영재가 작사, 작곡에 참여한 영재 솔로 곡 |
| 2019 | Artist                                                  | GOT7                                                    | GOT7                                                    | GOT7                                                    | GOT7                                                    | GOT7 | | | |
| 2019 | 앨범 내용                                               | 《SPINNING TOP : BETWEEN SECURITY & INSECURITY》        | 《SPINNING TOP : BETWEEN SECURITY & INSECURITY》        | 《SPINNING TOP : BETWEEN SECURITY & INSECURITY》        | 《SPINNING TOP : BETWEEN SECURITY & INSECURITY》        | 《SPINNING TOP : BETWEEN SECURITY & INSECURITY》 | | | |
| 2019 | 발매일                                                  | 2019.05.20                                              | 2019.05.20                                              | 2019.05.20                                              | 2019.05.20                                              | 2019.05.20 | | | |
| 2019 | 〈TIME OUT〉                                            | 〈TIME OUT〉                                            | 〈TIME OUT〉                                            | 〈TIME OUT〉                                            | 〈TIME OUT〉                                            | - 영재가 작사, 작곡에 참여한 곡. 불안이라는 부정적인 것보다는 불안을 극복해보자. 지금 잘하고 있으니까 잠깐 다 멈춰 놓고 불안했던 생각을 다 떨쳐내자. 아직 갈 길이 많이 남았지만 그래도 쉬었다가 다시 생각해서 찾을 수 있는 빛을 찾아가라는 의미. 바쁜 일상 속 쉬어가도 괜찮다는 메시지. | - 영재가 작사, 작곡에 참여한 곡. 불안이라는 부정적인 것보다는 불안을 극복해보자. 지금 잘하고 있으니까 잠깐 다 멈춰 놓고 불안했던 생각을 다 떨쳐내자. 아직 갈 길이 많이 남았지만 그래도 쉬었다가 다시 생각해서 찾을 수 있는 빛을 찾아가라는 의미. 바쁜 일상 속 쉬어가도 괜찮다는 메시지. | - 영재가 작사, 작곡에 참여한 곡. 불안이라는 부정적인 것보다는 불안을 극복해보자. 지금 잘하고 있으니까 잠깐 다 멈춰 놓고 불안했던 생각을 다 떨쳐내자. 아직 갈 길이 많이 남았지만 그래도 쉬었다가 다시 생각해서 찾을 수 있는 빛을 찾아가라는 의미. 바쁜 일상 속 쉬어가도 괜찮다는 메시지. | - 영재가 작사, 작곡에 참여한 곡. 불안이라는 부정적인 것보다는 불안을 극복해보자. 지금 잘하고 있으니까 잠깐 다 멈춰 놓고 불안했던 생각을 다 떨쳐내자. 아직 갈 길이 많이 남았지만 그래도 쉬었다가 다시 생각해서 찾을 수 있는 빛을 찾아가라는 의미. 바쁜 일상 속 쉬어가도 괜찮다는 메시지. |
| 2018 | Artist                                                  | GOT7                                                    | GOT7                                                    | GOT7                                                    | GOT7                                                    | GOT7 | | | |
| 2018 | 앨범 내용                                               | 《Present : YOU & ME Edition》                          | 《Present : YOU & ME Edition》                          | 《Present : YOU & ME Edition》                          | 《Present : YOU & ME Edition》                          | 《Present : YOU & ME Edition》 | | | |
| 2018 | 발매일                                                  | 2018.12.03                                              | 2018.12.03                                              | 2018.12.03                                              | 2018.12.03                                              | 2018.12.03 | | | |
| 2018 | 〈1:31AM(잘 지내야해)〉 - JAY B, 영재                   | 〈1:31AM(잘 지내야해)〉 - JAY B, 영재                   | 〈1:31AM(잘 지내야해)〉 - JAY B, 영재                   | 〈1:31AM(잘 지내야해)〉 - JAY B, 영재                   | 〈1:31AM(잘 지내야해)〉 - JAY B, 영재                   | - JAY B와 영재가 작사, 작곡에 참여한 유닛곡. 발라드 곡으로 1시 31분부터 노래를 만들기 시작해서 노래 제목이 ‘1:31AM’로 지어졌다. | - JAY B와 영재가 작사, 작곡에 참여한 유닛곡. 발라드 곡으로 1시 31분부터 노래를 만들기 시작해서 노래 제목이 ‘1:31AM’로 지어졌다. | - JAY B와 영재가 작사, 작곡에 참여한 유닛곡. 발라드 곡으로 1시 31분부터 노래를 만들기 시작해서 노래 제목이 ‘1:31AM’로 지어졌다. | - JAY B와 영재가 작사, 작곡에 참여한 유닛곡. 발라드 곡으로 1시 31분부터 노래를 만들기 시작해서 노래 제목이 ‘1:31AM’로 지어졌다. |
| 2018 | 〈Think About It〉 - JAY B, 마크 투안 (Mark Tuan), 영재 | 〈Think About It〉 - JAY B, 마크 투안 (Mark Tuan), 영재 | 〈Think About It〉 - JAY B, 마크 투안 (Mark Tuan), 영재 | 〈Think About It〉 - JAY B, 마크 투안 (Mark Tuan), 영재 | 〈Think About It〉 - JAY B, 마크 투안 (Mark Tuan), 영재 | - JAY B, 마크 투안 (Mark Tuan), 영재가 작사, 작곡에 참여한 유닛곡. - 영재가 유닛곡 주제를 몽환적이고, 어두운 분위기로 아이디어 낸 곡으로 '네가 했던 행동을 생각하고 돌이켜봐. 서로 배려하지 못해서 깨져버렸다. 이제 널 잊고싶어 나도 나답게 살래'라는 힘들고 어려운 상황을 이겨내겠다는 의지를 담은 JAY B, 마크 투안 (Mark Tuan), 영재의 유닛곡. | - JAY B, 마크 투안 (Mark Tuan), 영재가 작사, 작곡에 참여한 유닛곡. - 영재가 유닛곡 주제를 몽환적이고, 어두운 분위기로 아이디어 낸 곡으로 '네가 했던 행동을 생각하고 돌이켜봐. 서로 배려하지 못해서 깨져버렸다. 이제 널 잊고싶어 나도 나답게 살래'라는 힘들고 어려운 상황을 이겨내겠다는 의지를 담은 JAY B, 마크 투안 (Mark Tuan), 영재의 유닛곡. | - JAY B, 마크 투안 (Mark Tuan), 영재가 작사, 작곡에 참여한 유닛곡. - 영재가 유닛곡 주제를 몽환적이고, 어두운 분위기로 아이디어 낸 곡으로 '네가 했던 행동을 생각하고 돌이켜봐. 서로 배려하지 못해서 깨져버렸다. 이제 널 잊고싶어 나도 나답게 살래'라는 힘들고 어려운 상황을 이겨내겠다는 의지를 담은 JAY B, 마크 투안 (Mark Tuan), 영재의 유닛곡. | - JAY B, 마크 투안 (Mark Tuan), 영재가 작사, 작곡에 참여한 유닛곡. - 영재가 유닛곡 주제를 몽환적이고, 어두운 분위기로 아이디어 낸 곡으로 '네가 했던 행동을 생각하고 돌이켜봐. 서로 배려하지 못해서 깨져버렸다. 이제 널 잊고싶어 나도 나답게 살래'라는 힘들고 어려운 상황을 이겨내겠다는 의지를 담은 JAY B, 마크 투안 (Mark Tuan), 영재의 유닛곡. |
| 2018 | Artist                                                  | GOT7                                                    | GOT7                                                    | GOT7                                                    | GOT7                                                    | GOT7 | | | |
| 2018 | 앨범 내용                                               | 《Present : YOU》                                       | 《Present : YOU》                                       | 《Present : YOU》                                       | 《Present : YOU》                                       | 《Present : YOU》 | | | |
| 2018 | 발매일                                                  | 2018.09.17                                              | 2018.09.17                                              | 2018.09.17                                              | 2018.09.17                                              | 2018.09.17 | | | |
| 2018 | 〈혼자 (Nobody Knows)〉 - 영재 Solo                     | 〈혼자 (Nobody Knows)〉 - 영재 Solo                     | 〈혼자 (Nobody Knows)〉 - 영재 Solo                     | 〈혼자 (Nobody Knows)〉 - 영재 Solo                     | 〈혼자 (Nobody Knows)〉 - 영재 Solo                     | - 영재가 작사, 작곡에 참여한 영재 솔로곡. 영재가 처음으로 자기 자신을 표현한 곡으로 혼자서 많은 것들을 이뤄내기 위해 노력했고 혼자서 싸우면서 이겨냈다는 의미를 담은 밝은 모습 속에 가려진 외로움과 아픔을 털어놓는 노래. 또한, 20~30대 분들이 혼자 열심히 노력하면서 고뇌하는 시간에 대해서 공감할 수 있을 것 같아서 만든 곡으로 공감과 위로가 되길 바라는 마음. | - 영재가 작사, 작곡에 참여한 영재 솔로곡. 영재가 처음으로 자기 자신을 표현한 곡으로 혼자서 많은 것들을 이뤄내기 위해 노력했고 혼자서 싸우면서 이겨냈다는 의미를 담은 밝은 모습 속에 가려진 외로움과 아픔을 털어놓는 노래. 또한, 20~30대 분들이 혼자 열심히 노력하면서 고뇌하는 시간에 대해서 공감할 수 있을 것 같아서 만든 곡으로 공감과 위로가 되길 바라는 마음. | - 영재가 작사, 작곡에 참여한 영재 솔로곡. 영재가 처음으로 자기 자신을 표현한 곡으로 혼자서 많은 것들을 이뤄내기 위해 노력했고 혼자서 싸우면서 이겨냈다는 의미를 담은 밝은 모습 속에 가려진 외로움과 아픔을 털어놓는 노래. 또한, 20~30대 분들이 혼자 열심히 노력하면서 고뇌하는 시간에 대해서 공감할 수 있을 것 같아서 만든 곡으로 공감과 위로가 되길 바라는 마음. | - 영재가 작사, 작곡에 참여한 영재 솔로곡. 영재가 처음으로 자기 자신을 표현한 곡으로 혼자서 많은 것들을 이뤄내기 위해 노력했고 혼자서 싸우면서 이겨냈다는 의미를 담은 밝은 모습 속에 가려진 외로움과 아픔을 털어놓는 노래. 또한, 20~30대 분들이 혼자 열심히 노력하면서 고뇌하는 시간에 대해서 공감할 수 있을 것 같아서 만든 곡으로 공감과 위로가 되길 바라는 마음. |
| 2018 | Artist                                                  | GOT7                                                    | GOT7                                                    | GOT7                                                    | GOT7                                                    | GOT7 | | | |
| 2018 | 앨범 내용                                               | 《Eyes On You》                                         | 《Eyes On You》                                         | 《Eyes On You》                                         | 《Eyes On You》                                         | 《Eyes On You》 | | | |
| 2018 | 발매일                                                  | 2018.03.12                                              | 2018.03.12                                              | 2018.03.12                                              | 2018.03.12                                              | 2018.03.12 | | | |
| 2018 | 〈망설이다〉                                            | 〈망설이다〉                                            | 〈망설이다〉                                            | 〈망설이다〉                                            | 〈망설이다〉                                            | - 영재가 기타 선율을 베이스로 작곡한 곡으로 부드러운 전개 속에 풋풋하고 어린 짝사랑의 감정을 표현했다. 영재가 작곡도 배워보지도 못했을 때 써 본 영재의 인생 첫 자작곡으로 영재가 처음에 기타 소리를 되게 좋아해서 그 기타를 가지고 베이스를 짜고 그다음에 가사를 입혔는데 가사 내용은 누구나 해 봤을 법한 '이 사람한테 고백을 할까, 말까' 망설이는 풋풋한 모습을 그대로 담은 곡. | - 영재가 기타 선율을 베이스로 작곡한 곡으로 부드러운 전개 속에 풋풋하고 어린 짝사랑의 감정을 표현했다. 영재가 작곡도 배워보지도 못했을 때 써 본 영재의 인생 첫 자작곡으로 영재가 처음에 기타 소리를 되게 좋아해서 그 기타를 가지고 베이스를 짜고 그다음에 가사를 입혔는데 가사 내용은 누구나 해 봤을 법한 '이 사람한테 고백을 할까, 말까' 망설이는 풋풋한 모습을 그대로 담은 곡. | - 영재가 기타 선율을 베이스로 작곡한 곡으로 부드러운 전개 속에 풋풋하고 어린 짝사랑의 감정을 표현했다. 영재가 작곡도 배워보지도 못했을 때 써 본 영재의 인생 첫 자작곡으로 영재가 처음에 기타 소리를 되게 좋아해서 그 기타를 가지고 베이스를 짜고 그다음에 가사를 입혔는데 가사 내용은 누구나 해 봤을 법한 '이 사람한테 고백을 할까, 말까' 망설이는 풋풋한 모습을 그대로 담은 곡. | - 영재가 기타 선율을 베이스로 작곡한 곡으로 부드러운 전개 속에 풋풋하고 어린 짝사랑의 감정을 표현했다. 영재가 작곡도 배워보지도 못했을 때 써 본 영재의 인생 첫 자작곡으로 영재가 처음에 기타 소리를 되게 좋아해서 그 기타를 가지고 베이스를 짜고 그다음에 가사를 입혔는데 가사 내용은 누구나 해 봤을 법한 '이 사람한테 고백을 할까, 말까' 망설이는 풋풋한 모습을 그대로 담은 곡. |
| 2017 | Artist                                                  | GOT7                                                    | GOT7                                                    | GOT7                                                    | GOT7                                                    | GOT7 | | | |
| 2017 | 앨범 내용                                               | 《7 for 7》                                             | 《7 for 7》                                             | 《7 for 7》                                             | 《7 for 7》                                             | 《7 for 7》 | | | |
| 2017 | 발매일                                                  | 2017.10.10                                              | 2017.10.10                                              | 2017.10.10                                              | 2017.10.10                                              | 2017.10.10 | | | |
| 2017 | 〈Moon U〉                                              | 〈Moon U〉                                              | 〈Moon U〉                                              | 〈Moon U〉                                              | 〈Moon U〉                                              | - 영재가 작사, 작곡, 뱀뱀이 작사에 참여한 곡. 저기 하늘에 있는 달이 너 같다는 뜻에서 'Moon U' 'There’s a moon like you' '저기에 있는 달이 너 같다' 힙합 비트, 기타 리프, 멤버들의 목소리 이 세 가지가 어우러져 선선한 달밤을 떠올리게 하는 흡입력 강한 노래다. | - 영재가 작사, 작곡, 뱀뱀이 작사에 참여한 곡. 저기 하늘에 있는 달이 너 같다는 뜻에서 'Moon U' 'There’s a moon like you' '저기에 있는 달이 너 같다' 힙합 비트, 기타 리프, 멤버들의 목소리 이 세 가지가 어우러져 선선한 달밤을 떠올리게 하는 흡입력 강한 노래다. | - 영재가 작사, 작곡, 뱀뱀이 작사에 참여한 곡. 저기 하늘에 있는 달이 너 같다는 뜻에서 'Moon U' 'There’s a moon like you' '저기에 있는 달이 너 같다' 힙합 비트, 기타 리프, 멤버들의 목소리 이 세 가지가 어우러져 선선한 달밤을 떠올리게 하는 흡입력 강한 노래다. | - 영재가 작사, 작곡, 뱀뱀이 작사에 참여한 곡. 저기 하늘에 있는 달이 너 같다는 뜻에서 'Moon U' 'There’s a moon like you' '저기에 있는 달이 너 같다' 힙합 비트, 기타 리프, 멤버들의 목소리 이 세 가지가 어우러져 선선한 달밤을 떠올리게 하는 흡입력 강한 노래다. |
| 2017 | Artist                                                  | GOT7                                                    | GOT7                                                    | GOT7                                                    | GOT7                                                    | GOT7 | | | |
| 2017 | 앨범 내용                                               | 《FLIGHT LOG : ARRIVAL》                                | 《FLIGHT LOG : ARRIVAL》                                | 《FLIGHT LOG : ARRIVAL》                                | 《FLIGHT LOG : ARRIVAL》                                | 《FLIGHT LOG : ARRIVAL》 | | | |
| 2017 | 발매일                                                  | 2017.03.13                                              | 2017.03.13                                              | 2017.03.13                                              | 2017.03.13                                              | 2017.03.13 | | | |
| 2017 | 〈Sign〉                                                | 〈Sign〉                                                | 〈Sign〉                                                | 〈Sign〉                                                | 〈Sign〉                                                | - 영재가 작사, 작곡에 참여한 곡. 영재가 슬픈 감성의 곡을 멤버들 보컬 색깔과 랩 색깔에 맞춰서 쓴 곡. 'GOT7'의 부드러운 음색을 감상할 수 있는 R&B 장르의 곡이다. 전체적으로 미니멀하면서도 트랜디한 트랙으로 곡을 구성해 세련미가 느껴진다. 여기에 'GOT7'의 화음과 코러스 라인이 더해져 귀를 간지럽히는 부드러운 감성의 노래가 탄생했다. '밤하늘의 별 속에 널 찾아봐 난. 이제 그만 네가 오기를 바래'라는 낭만적인 가사가 인상적이다. | - 영재가 작사, 작곡에 참여한 곡. 영재가 슬픈 감성의 곡을 멤버들 보컬 색깔과 랩 색깔에 맞춰서 쓴 곡. 'GOT7'의 부드러운 음색을 감상할 수 있는 R&B 장르의 곡이다. 전체적으로 미니멀하면서도 트랜디한 트랙으로 곡을 구성해 세련미가 느껴진다. 여기에 'GOT7'의 화음과 코러스 라인이 더해져 귀를 간지럽히는 부드러운 감성의 노래가 탄생했다. '밤하늘의 별 속에 널 찾아봐 난. 이제 그만 네가 오기를 바래'라는 낭만적인 가사가 인상적이다. | - 영재가 작사, 작곡에 참여한 곡. 영재가 슬픈 감성의 곡을 멤버들 보컬 색깔과 랩 색깔에 맞춰서 쓴 곡. 'GOT7'의 부드러운 음색을 감상할 수 있는 R&B 장르의 곡이다. 전체적으로 미니멀하면서도 트랜디한 트랙으로 곡을 구성해 세련미가 느껴진다. 여기에 'GOT7'의 화음과 코러스 라인이 더해져 귀를 간지럽히는 부드러운 감성의 노래가 탄생했다. '밤하늘의 별 속에 널 찾아봐 난. 이제 그만 네가 오기를 바래'라는 낭만적인 가사가 인상적이다. | - 영재가 작사, 작곡에 참여한 곡. 영재가 슬픈 감성의 곡을 멤버들 보컬 색깔과 랩 색깔에 맞춰서 쓴 곡. 'GOT7'의 부드러운 음색을 감상할 수 있는 R&B 장르의 곡이다. 전체적으로 미니멀하면서도 트랜디한 트랙으로 곡을 구성해 세련미가 느껴진다. 여기에 'GOT7'의 화음과 코러스 라인이 더해져 귀를 간지럽히는 부드러운 감성의 노래가 탄생했다. '밤하늘의 별 속에 널 찾아봐 난. 이제 그만 네가 오기를 바래'라는 낭만적인 가사가 인상적이다. |
| 2016 | Artist                                                  | GOT7                                                    | GOT7                                                    | GOT7                                                    | GOT7                                                    | GOT7 | | | |
| 2016 | 앨범 내용                                               | 《FLIGHT LOG : TURBULENCE》                             | 《FLIGHT LOG : TURBULENCE》                             | 《FLIGHT LOG : TURBULENCE》                             | 《FLIGHT LOG : TURBULENCE》                             | 《FLIGHT LOG : TURBULENCE》 | | | |
| 2016 | 발매일                                                  | 2016.09.27                                              | 2016.09.27                                              | 2016.09.27                                              | 2016.09.27                                              | 2016.09.27 | | | |
| 2016 | 〈HEY〉                                                 | 〈HEY〉                                                 | 〈HEY〉                                                 | 〈HEY〉                                                 | 〈HEY〉                                                 | - 영재가 작사, 작곡에 참여한 곡. 친구 관계에 있는 여자를 사랑하는 남자의 마음을 표현했다. 여자의 남자친구에게 질투를 느끼고 곧 헤어질 것 같은 그들의 사랑 가운데서 상대 남자에게 잘하라고 지적하는 가사에서 착한 남자의 순수한 사랑이 느껴진다. | - 영재가 작사, 작곡에 참여한 곡. 친구 관계에 있는 여자를 사랑하는 남자의 마음을 표현했다. 여자의 남자친구에게 질투를 느끼고 곧 헤어질 것 같은 그들의 사랑 가운데서 상대 남자에게 잘하라고 지적하는 가사에서 착한 남자의 순수한 사랑이 느껴진다. | - 영재가 작사, 작곡에 참여한 곡. 친구 관계에 있는 여자를 사랑하는 남자의 마음을 표현했다. 여자의 남자친구에게 질투를 느끼고 곧 헤어질 것 같은 그들의 사랑 가운데서 상대 남자에게 잘하라고 지적하는 가사에서 착한 남자의 순수한 사랑이 느껴진다. | - 영재가 작사, 작곡에 참여한 곡. 친구 관계에 있는 여자를 사랑하는 남자의 마음을 표현했다. 여자의 남자친구에게 질투를 느끼고 곧 헤어질 것 같은 그들의 사랑 가운데서 상대 남자에게 잘하라고 지적하는 가사에서 착한 남자의 순수한 사랑이 느껴진다. |
| 2016 | 〈아파〉                                                | 〈아파〉                                                | 〈아파〉                                                | 〈아파〉                                                | 〈아파〉                                                | - 영재가 작사, 마크 투안 (Mark Tuan)・잭슨이 랩 메이킹에 참여한 곡. 떠나간 여자에 대한 그리움을 표현한 R&B 곡으로, '깊이 파고들어와 너의 그 행동 말투 모든 게 다 또렷해져' '바보 같은 내 가슴은 왜 자꾸 이러는 건지' 등의 가사로 헤어진 여자의 행동, 말투, 표정이 자꾸 그려져서 힘들어하는 남자의 심정을 담았다. | - 영재가 작사, 마크 투안 (Mark Tuan)・잭슨이 랩 메이킹에 참여한 곡. 떠나간 여자에 대한 그리움을 표현한 R&B 곡으로, '깊이 파고들어와 너의 그 행동 말투 모든 게 다 또렷해져' '바보 같은 내 가슴은 왜 자꾸 이러는 건지' 등의 가사로 헤어진 여자의 행동, 말투, 표정이 자꾸 그려져서 힘들어하는 남자의 심정을 담았다. | - 영재가 작사, 마크 투안 (Mark Tuan)・잭슨이 랩 메이킹에 참여한 곡. 떠나간 여자에 대한 그리움을 표현한 R&B 곡으로, '깊이 파고들어와 너의 그 행동 말투 모든 게 다 또렷해져' '바보 같은 내 가슴은 왜 자꾸 이러는 건지' 등의 가사로 헤어진 여자의 행동, 말투, 표정이 자꾸 그려져서 힘들어하는 남자의 심정을 담았다. | - 영재가 작사, 마크 투안 (Mark Tuan)・잭슨이 랩 메이킹에 참여한 곡. 떠나간 여자에 대한 그리움을 표현한 R&B 곡으로, '깊이 파고들어와 너의 그 행동 말투 모든 게 다 또렷해져' '바보 같은 내 가슴은 왜 자꾸 이러는 건지' 등의 가사로 헤어진 여자의 행동, 말투, 표정이 자꾸 그려져서 힘들어하는 남자의 심정을 담았다. |
| 2016 | Artist                                                  | GOT7                                                    | GOT7                                                    | GOT7                                                    | GOT7                                                    | GOT7 | | | |
| 2016 | 앨범 내용                                               | 《FLIGHT LOG : DEPARTURE》                              | 《FLIGHT LOG : DEPARTURE》                              | 《FLIGHT LOG : DEPARTURE》                              | 《FLIGHT LOG : DEPARTURE》                              | 《FLIGHT LOG : DEPARTURE》 | | | |
| 2016 | 발매일                                                  | 2016.03.21                                              | 2016.03.21                                              | 2016.03.21                                              | 2016.03.21                                              | 2016.03.21 | | | |
| 2016 | 〈REWIND〉                                              | 〈REWIND〉                                              | 〈REWIND〉                                              | 〈REWIND〉                                              | 〈REWIND〉                                              | - 영재가 작사, 작곡에 참여한 곡. 영재가 GOT7 데뷔곡 "Girls Girls Girls"를 전제로 해서 Girls Girls Girls 같은 곡을 만들고 싶어서 만든 곡. 좋아하는 여자가 있는데 계속 되감기 해서 REWIND 뜻으로 널 계속 다시 돌려서 보고 싶다. 그녀를 향한 그들의 노골적이고 직설적인 가사의 표현들은 여태까지 보여준 모습과는 또 다른 남성미를 느끼게 한다. 후렴구의 '넌 나에게 Rewind'가 반복되는 파트에선 마치 'GOT7'의 데뷔곡 "Girls Girls Girls"의 또 다른 버전을 듣는 듯한 느낌마저 준다.                                                                       | - 영재가 작사, 작곡에 참여한 곡. 영재가 GOT7 데뷔곡 "Girls Girls Girls"를 전제로 해서 Girls Girls Girls 같은 곡을 만들고 싶어서 만든 곡. 좋아하는 여자가 있는데 계속 되감기 해서 REWIND 뜻으로 널 계속 다시 돌려서 보고 싶다. 그녀를 향한 그들의 노골적이고 직설적인 가사의 표현들은 여태까지 보여준 모습과는 또 다른 남성미를 느끼게 한다. 후렴구의 '넌 나에게 Rewind'가 반복되는 파트에선 마치 'GOT7'의 데뷔곡 "Girls Girls Girls"의 또 다른 버전을 듣는 듯한 느낌마저 준다.                                                                       | - 영재가 작사, 작곡에 참여한 곡. 영재가 GOT7 데뷔곡 "Girls Girls Girls"를 전제로 해서 Girls Girls Girls 같은 곡을 만들고 싶어서 만든 곡. 좋아하는 여자가 있는데 계속 되감기 해서 REWIND 뜻으로 널 계속 다시 돌려서 보고 싶다. 그녀를 향한 그들의 노골적이고 직설적인 가사의 표현들은 여태까지 보여준 모습과는 또 다른 남성미를 느끼게 한다. 후렴구의 '넌 나에게 Rewind'가 반복되는 파트에선 마치 'GOT7'의 데뷔곡 "Girls Girls Girls"의 또 다른 버전을 듣는 듯한 느낌마저 준다.                                                                       | - 영재가 작사, 작곡에 참여한 곡. 영재가 GOT7 데뷔곡 "Girls Girls Girls"를 전제로 해서 Girls Girls Girls 같은 곡을 만들고 싶어서 만든 곡. 좋아하는 여자가 있는데 계속 되감기 해서 REWIND 뜻으로 널 계속 다시 돌려서 보고 싶다. 그녀를 향한 그들의 노골적이고 직설적인 가사의 표현들은 여태까지 보여준 모습과는 또 다른 남성미를 느끼게 한다. 후렴구의 '넌 나에게 Rewind'가 반복되는 파트에선 마치 'GOT7'의 데뷔곡 "Girls Girls Girls"의 또 다른 버전을 듣는 듯한 느낌마저 준다.                                                                       |

#### 일본
| 2019 | Artist                        | GOT7                                  | GOT7                                  | GOT7                                  | GOT7                                  | GOT7 | | | |
| 2019 | 앨범명                        | 《I WON'T LET YOU GO (JAY B & 영재)》 | 《I WON'T LET YOU GO (JAY B & 영재)》 | 《I WON'T LET YOU GO (JAY B & 영재)》 | 《I WON'T LET YOU GO (JAY B & 영재)》 | 《I WON'T LET YOU GO (JAY B & 영재)》 | | | |
| 2019 | 발매일                        | 2019.01.30                            | 2019.01.30                            | 2019.01.30                            | 2019.01.30                            | 2019.01.30 | | | |
| 2019 | 〈REBORN〉 - JAY B, 영재      | 〈REBORN〉 - JAY B, 영재              | 〈REBORN〉 - JAY B, 영재              | 〈REBORN〉 - JAY B, 영재              | 〈REBORN〉 - JAY B, 영재              | - JAY B와 영재가 작사・작곡에 참여한 유닛곡. - 〈REBORN : 다시 태어나다〉 혼자 걸어가는 자신만의 싸움을 얘기하는 곡. 살아가다 보면 누구나 고민하고 겪는 삶에 대한 고민의 아픔, 우울, 슬픔을 견디고 이겨낸다는 게 쉬운 일이 아닌데 JAY B와 영재의 〈REBORN〉가 듣는 분들의 마음을 대변해서 아픔, 우울, 슬픔을 다 가져갈 수 있는 노래가 되길 바라는 마음으로 쓴 곡. 노래는 JAY B의 작업실에 영재를 불러서 작업하고, JAY B가 마무리로 영재가 가사 쓴 거 수정하고, 영재가 멜로디 쓴 부분, JAY B가 멜로디 쓴 부분을 다듬어서 가이드를 만들어서 들어보고, 힘빠진 느낌의 비 맞고 축쳐져 있는 아이처럼 불렀다. 브릿지 부분만 유일하게 조금 밝게 부르고, 코러스 부분은 약간 화내면서 부르는 느낌으로 불렀다. | - JAY B와 영재가 작사・작곡에 참여한 유닛곡. - 〈REBORN : 다시 태어나다〉 혼자 걸어가는 자신만의 싸움을 얘기하는 곡. 살아가다 보면 누구나 고민하고 겪는 삶에 대한 고민의 아픔, 우울, 슬픔을 견디고 이겨낸다는 게 쉬운 일이 아닌데 JAY B와 영재의 〈REBORN〉가 듣는 분들의 마음을 대변해서 아픔, 우울, 슬픔을 다 가져갈 수 있는 노래가 되길 바라는 마음으로 쓴 곡. 노래는 JAY B의 작업실에 영재를 불러서 작업하고, JAY B가 마무리로 영재가 가사 쓴 거 수정하고, 영재가 멜로디 쓴 부분, JAY B가 멜로디 쓴 부분을 다듬어서 가이드를 만들어서 들어보고, 힘빠진 느낌의 비 맞고 축쳐져 있는 아이처럼 불렀다. 브릿지 부분만 유일하게 조금 밝게 부르고, 코러스 부분은 약간 화내면서 부르는 느낌으로 불렀다. | - JAY B와 영재가 작사・작곡에 참여한 유닛곡. - 〈REBORN : 다시 태어나다〉 혼자 걸어가는 자신만의 싸움을 얘기하는 곡. 살아가다 보면 누구나 고민하고 겪는 삶에 대한 고민의 아픔, 우울, 슬픔을 견디고 이겨낸다는 게 쉬운 일이 아닌데 JAY B와 영재의 〈REBORN〉가 듣는 분들의 마음을 대변해서 아픔, 우울, 슬픔을 다 가져갈 수 있는 노래가 되길 바라는 마음으로 쓴 곡. 노래는 JAY B의 작업실에 영재를 불러서 작업하고, JAY B가 마무리로 영재가 가사 쓴 거 수정하고, 영재가 멜로디 쓴 부분, JAY B가 멜로디 쓴 부분을 다듬어서 가이드를 만들어서 들어보고, 힘빠진 느낌의 비 맞고 축쳐져 있는 아이처럼 불렀다. 브릿지 부분만 유일하게 조금 밝게 부르고, 코러스 부분은 약간 화내면서 부르는 느낌으로 불렀다. | - JAY B와 영재가 작사・작곡에 참여한 유닛곡. - 〈REBORN : 다시 태어나다〉 혼자 걸어가는 자신만의 싸움을 얘기하는 곡. 살아가다 보면 누구나 고민하고 겪는 삶에 대한 고민의 아픔, 우울, 슬픔을 견디고 이겨낸다는 게 쉬운 일이 아닌데 JAY B와 영재의 〈REBORN〉가 듣는 분들의 마음을 대변해서 아픔, 우울, 슬픔을 다 가져갈 수 있는 노래가 되길 바라는 마음으로 쓴 곡. 노래는 JAY B의 작업실에 영재를 불러서 작업하고, JAY B가 마무리로 영재가 가사 쓴 거 수정하고, 영재가 멜로디 쓴 부분, JAY B가 멜로디 쓴 부분을 다듬어서 가이드를 만들어서 들어보고, 힘빠진 느낌의 비 맞고 축쳐져 있는 아이처럼 불렀다. 브릿지 부분만 유일하게 조금 밝게 부르고, 코러스 부분은 약간 화내면서 부르는 느낌으로 불렀다. |
| 2018 | Artist                        | GOT7                                  | GOT7                                  | GOT7                                  | GOT7                                  | GOT7 | | | |
| 2018 | 앨범명                        | 《THE New Era (JAY B & 영재 & 뱀뱀)》 | 《THE New Era (JAY B & 영재 & 뱀뱀)》 | 《THE New Era (JAY B & 영재 & 뱀뱀)》 | 《THE New Era (JAY B & 영재 & 뱀뱀)》 | 《THE New Era (JAY B & 영재 & 뱀뱀)》 | | | |
| 2018 | 발매일                        | 2018.06.20                            | 2018.06.20                            | 2018.06.20                            | 2018.06.20                            | 2018.06.20 | | | |
| 2018 | 〈HMMMM〉 - JAY B, 영재, 뱀뱀 | 〈HMMMM〉 - JAY B, 영재, 뱀뱀         | 〈HMMMM〉 - JAY B, 영재, 뱀뱀         | 〈HMMMM〉 - JAY B, 영재, 뱀뱀         | 〈HMMMM〉 - JAY B, 영재, 뱀뱀         | - JAY B가 작사・작곡에 참여한 유닛곡. - 생각할 때의 〈HMMMM (흐으음)〉 이란 표현을 주제로 만들어서 '상대방을 굉장히 사랑한다고 얘기하고 싶고, 내 마음을 다 표현하고 싶은데, 내 마음이 어떻게 전달이 될까? '라는 고민을 하면서 빨리 다가가고 싶다는 내용의 밝고 재치 발랄한 곡. 후렴구의 캐치한 멜로디와 JAY B, 영재의 보컬, 뱀뱀의 랩과 세련된 멜로디를 즐길 수 있는 곡 | - JAY B가 작사・작곡에 참여한 유닛곡. - 생각할 때의 〈HMMMM (흐으음)〉 이란 표현을 주제로 만들어서 '상대방을 굉장히 사랑한다고 얘기하고 싶고, 내 마음을 다 표현하고 싶은데, 내 마음이 어떻게 전달이 될까? '라는 고민을 하면서 빨리 다가가고 싶다는 내용의 밝고 재치 발랄한 곡. 후렴구의 캐치한 멜로디와 JAY B, 영재의 보컬, 뱀뱀의 랩과 세련된 멜로디를 즐길 수 있는 곡 | - JAY B가 작사・작곡에 참여한 유닛곡. - 생각할 때의 〈HMMMM (흐으음)〉 이란 표현을 주제로 만들어서 '상대방을 굉장히 사랑한다고 얘기하고 싶고, 내 마음을 다 표현하고 싶은데, 내 마음이 어떻게 전달이 될까? '라는 고민을 하면서 빨리 다가가고 싶다는 내용의 밝고 재치 발랄한 곡. 후렴구의 캐치한 멜로디와 JAY B, 영재의 보컬, 뱀뱀의 랩과 세련된 멜로디를 즐길 수 있는 곡 | - JAY B가 작사・작곡에 참여한 유닛곡. - 생각할 때의 〈HMMMM (흐으음)〉 이란 표현을 주제로 만들어서 '상대방을 굉장히 사랑한다고 얘기하고 싶고, 내 마음을 다 표현하고 싶은데, 내 마음이 어떻게 전달이 될까? '라는 고민을 하면서 빨리 다가가고 싶다는 내용의 밝고 재치 발랄한 곡. 후렴구의 캐치한 멜로디와 JAY B, 영재의 보컬, 뱀뱀의 랩과 세련된 멜로디를 즐길 수 있는 곡 |
| 2017 | Artist                        | GOT7                                  | GOT7                                  | GOT7                                  | GOT7                                  | GOT7 | | | |
| 2017 | 앨범명                        | 《TURN UP (진영 & 영재)》             | 《TURN UP (진영 & 영재)》             | 《TURN UP (진영 & 영재)》             | 《TURN UP (진영 & 영재)》             | 《TURN UP (진영 & 영재)》 | | | |
| 2017 | 발매일                        | 2017.11.15                            | 2017.11.15                            | 2017.11.15                            | 2017.11.15                            | 2017.11.15 | | | |
| 2017 | 〈この胸に〉 - 진영, 영재     | 〈この胸に〉 - 진영, 영재             | 〈この胸に〉 - 진영, 영재             | 〈この胸に〉 - 진영, 영재             | 〈この胸に〉 - 진영, 영재             | - 영재가 작사, 작곡에 참여한 진영, 영재의 유닛곡으로 영재가 가사를 먼저 쓰고 만든 곡. 가사 내용은 영재가 '자기 자신에게 괜찮다고 힘내라고 말해주고 싶어서 쓴 곡으로 반면 속마음은 아 난 괜찮은게 아닌데.. '라는 느낌의 슬픈 유닛곡. | - 영재가 작사, 작곡에 참여한 진영, 영재의 유닛곡으로 영재가 가사를 먼저 쓰고 만든 곡. 가사 내용은 영재가 '자기 자신에게 괜찮다고 힘내라고 말해주고 싶어서 쓴 곡으로 반면 속마음은 아 난 괜찮은게 아닌데.. '라는 느낌의 슬픈 유닛곡. | - 영재가 작사, 작곡에 참여한 진영, 영재의 유닛곡으로 영재가 가사를 먼저 쓰고 만든 곡. 가사 내용은 영재가 '자기 자신에게 괜찮다고 힘내라고 말해주고 싶어서 쓴 곡으로 반면 속마음은 아 난 괜찮은게 아닌데.. '라는 느낌의 슬픈 유닛곡. | - 영재가 작사, 작곡에 참여한 진영, 영재의 유닛곡으로 영재가 가사를 먼저 쓰고 만든 곡. 가사 내용은 영재가 '자기 자신에게 괜찮다고 힘내라고 말해주고 싶어서 쓴 곡으로 반면 속마음은 아 난 괜찮은게 아닌데.. '라는 느낌의 슬픈 유닛곡. |

## 기사・인터뷰

### 영재 (Ars)
| 연도 | Artist          | 제목                                                                          | 제공         |
| ---- | --------------- | ----------------------------------------------------------------------------- | ------------ |
| 2022 | 영재 (Youngjae) | '솔로 컴백' 갓세븐 영재 "잠 쪼개 가며 앨범 준비…잘 나와 기분 좋아" (일문일답) | 엑스포츠뉴스 |
| 2021 | 영재 (Youngjae) | 영재 (Youngjae) - READY PLAYER ONE                                            | ARENA        |
| 2021 | 영재 (Youngjae) | '솔로 데뷔' 영재 "무지개처럼 다양한 목소리 들려주고 싶어" (일문일답)          | 스타뉴스     |
| 2021 | 영재 (Youngjae) | 갓세븐 영재, 첫 솔로앨범 'COLORS from Ars' 발매. 전곡 프로듀싱 (공식)         | OSEN         |
| 2016 | 영재 (Youngjae) | 갓세븐 #영재                                                                  | GQ           |

### GOT7
| 연도 | Artist | 제목                                                                           | 앨범명                                           | 제공           |
| ---- | ------ | ------------------------------------------------------------------------------ | ------------------------------------------------ | -------------- |
| 2021 | GOT7   | 갓세븐, 신곡 '앙코르'에 담은 약속…"널 위해 부를게, 남아있는 날도"              | 《Encore》                                       | 조이뉴스24     |
| 2021 | GOT7   | 갓세븐 진영, 신곡 ‘앙코르’ 작사, 작곡 소감 “팬들께 마음 전하려 쓴 곡”          | 《Encore》                                       | 한국경제       |
| 2021 | GOT7   | 갓세븐, 완전체 신곡 '앙코르' 깜짝 발표 "갓세븐은 영원하다"                     | 《Encore》                                       | 헤럴드POP      |
| 2021 | GOT7   | 갓세븐, JYP 떠났다 “아가새 위한 음악 계속” (손편지 전문)                       | 《Encore》                                       | MK스포츠       |
| 2020 | GOT7   | 갓세븐, 영재가 만든 타이틀곡 ‘Breath (넌 날 숨쉬게 해)’ 뮤비 티저 공개         | 《Breath of Love : Last Piece》                  | 아시아투데이   |
| 2020 | GOT7   | “넌 날 숨 쉬게 해”…GOT7, 청량 듬뿍 담은 세레나데 ‘Breath’ (SW신곡)             | 《Breath of Love : Last Piece》                  | 스포츠월드     |
| 2020 | GOT7   | (투데이IS) GOT7, 2년만 정규 컴백…직접 소개하는 자작곡                          | 《Breath of Love : Last Piece》                  | 일간스포츠     |
| 2020 | GOT7   | 갓세븐, 데뷔 7년차 ‘DYE’로 또 비상 (종합)                                      | 《DYE》                                          | 뉴스엔         |
| 2019 | GOT7   | (ENT터뷰) GOT7(갓세븐), '불안극복의 공감, 행복함을 향하다' (인터뷰)            | 《SPINNING TOP : BETWEEN SECURITY & INSECURITY》 | 전자신문       |
| 2018 | GOT7   | "고독+소울풀 보컬"…갓세븐 영재, '혼자(Nobody Knows)' MV서 솔로 연기 (Oh!쎈 컷) | 《Present : YOU》                                | OSEN           |
| 2018 | GOT7   | (S종합) 갓세븐, “이유 있는 자신감” 7人7色 매력 담은 앨범으로 컴백              | 《Present : YOU》                                | 스타데일리뉴스 |
| 2018 | GOT7   | "늘 본질을 생각"…갓세븐, 고민과 원동력 (인터뷰)                                | 《Eyes On You》                                  | 조이뉴스24     |
| 2017 | GOT7   | (스타캐스트) GOT7의 숫자 7, for 7                                              | 《7 for 7》                                      | 네이버         |
| 2017 | GOT7   | (읽는신곡) "자유 비행 시작"...GOT7, '성장'을 증명하다                          | 《7 for 7》                                      | 스포츠조선     |

## 참여 음반
| 연도   | Artist     | 참고 문서                     |
| ------ | ---------- | ----------------------------- |
| 2014 ~ | 영재 (Ars) | - 영재 (Ars)의 참여 음반 목록 |